# Липецк
Ли́пецк — город в России, административный центр Липецкой области. Является ядром крупнейшей российской агломерации со специализацией в сфере чёрной металлургии полного цикла, промышленный, агротехнологический и авиационный центр.
Город областного значения, образует городской округ.
Липецк — второй по численности населения (483 040) город в Черноземье, шестой в Центральном федеральном округе и тридцать девятый в России. Важный автотранспортный узел агломерационного и регионального значения, расположенный между федеральными трассами «Дон» и «Каспий», обладает развитой сетью индустриальных железных дорог, крупнейший перегрузочный тупик. Центр особой экономической зоны промышленно-производственного типа. Один из самых молодых региональных центров России.

## Этимология
Поселение возникло на реке Воронеж при впадении в неё реки Липовки. Гидроним происходит от слова липа.

## Физико-географическая характеристика

### Географическое положение
Город расположен в лесостепной зоне умеренного пояса на границе Среднерусской возвышенности и Окско-Донской равнины, на обоих берегах реки Воронеж в её среднем течении, в 428 км к юго-востоку от Москвы. Расстояние от ж/д вокзала Липецка до ж/д вокзала Москвы (Павелецкий) 504 км. Высота центра города над уровнем моря около 160 м. Исторический центр города располагается на холмах вокруг устья Каменного лога и в низине впадения реки Липовки в Воронеж, географические координаты — 52,605°N, 39,597°E (Площадь Революции). Расстояние до Москвы 450 км. Город протянулся с севера на юг на 22 км и с запада на восток на 27 км.
Часовой пояс
Липецк находится в часовой зоне МСК (московское время). Смещение применяемого времени относительно UTC составляет +3:00.
В соответствии с применяемым временем и географической долготой средний солнечный полдень в Липецке наступает в 12:22.
| С-З | Новомосковск ~ 221 км Тула ~ 253 км Калуга ~ 354 км Москва ~ 400 км Санкт-Петербург ~ 1092 км | Рязань ~ 243 км Владимир ~ 466 км Ярославль ~ 656 км                                         | Саранск ~ 537 км Нижний Новгород ~ 559 км Ульяновск ~ 720 км Казань ~ 908 км | С-В |
| З   | Елец ~ 78 км Орёл ~ 264 км Брянск ~ 387 км Гомель ~ 648 км Минск ~ 924 км                     | Роза ветров                                                                                  | Тамбов ~ 133 км Пенза ~ 422 км Самара ~ 818 км                               | В   |
| Ю-З | Курск ~ 304 км Белгород ~ 370 км Харьков ~ 445 км Сумы ~ 452 км Киев ~ 770 км                 | Воронеж ~ 120 км Луганск ~ 536 км Ростов-на-Дону ~ 674 км Донецк ~ 674 км Краснодар ~ 957 км | Саратов ~ 517 км Волгоград ~ 631 км Астрахань ~ 1045 км Оренбург ~ 1193 км   | Ю-В |

### Климат
Климат умеренно континентальный. Несмотря на то, что Липецк находится на широте Берлина и Амстердама, зима здесь с устойчивым снежным покровом, который, как правило, образуется в период с конца ноября и до начала января. Зачастую формирование устойчивого снежного покрова осложняется оттепелями, наступающими вскоре после выпадения снега. Иногда в городе случаются морозы, температура воздуха может опускаться ниже -20-25 °C. Средняя температура января −7.3 °C. Весенний сезон проходит достаточно быстро: если март во многом схож с зимними месяцами, то уже в мае погода становится летней. Средняя температура апреля составляет +7,2 °C. Лето тёплое, средняя температура июля около +20 °C. Порой летом наступает сильная жара, температура воздуха может подниматься выше +30 °C. Климатическая осень, как правило, наступает в середине сентября, и часто оказывается затяжной: осенняя погода может сохраняться даже в декабре. Средняя температура октября составляет +5,7 °C. Осадков выпадает около 500 мм в год, максимум — в июле.
В 2008—2009 годах зимняя средняя температура воздуха в Липецке — 5 градусов мороза. Это отличается от многолетних значений на 3,2 градуса в сторону тепла. Количество выпавших осадков за эти зимы было меньше нормы. Зато зимы 2009/2010 и 2010/2011 в Липецке были холоднее нормы.

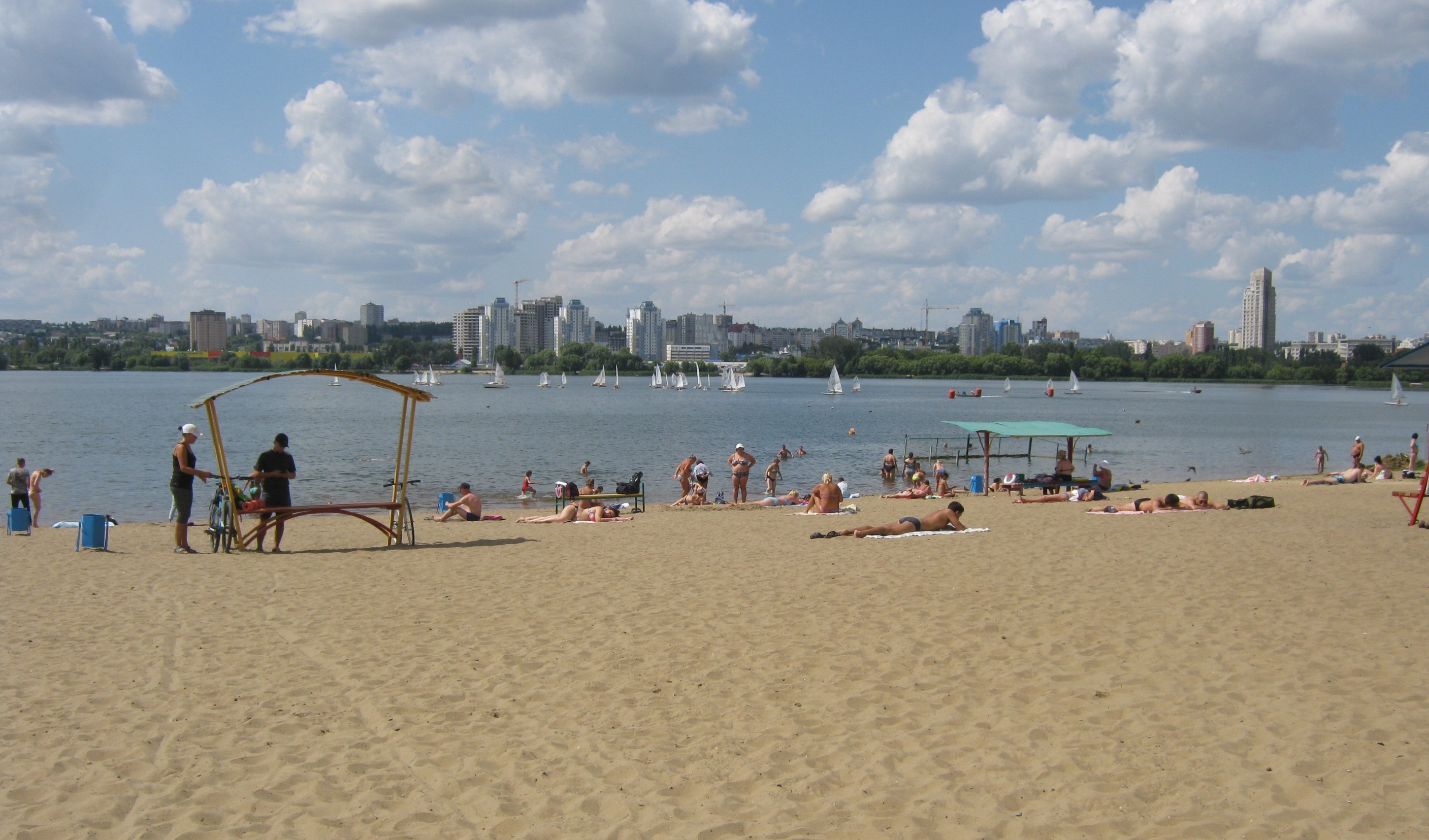
Река Воронеж в Липецке

| Показатель                     | Янв.  | Фев.  | Март | Апр. | Май  | Июнь | Июль | Авг. | Сен. | Окт. | Нояб. | Дек. | Год |
| ------------------------------ | ----- | ----- | ---- | ---- | ---- | ---- | ---- | ---- | ---- | ---- | ----- | ---- | --- |
| Средний суточный максимум, °C  | −6,5  | −5,5  | 0,4  | 11,9 | 20,2 | 23,5 | 24,8 | 23,7 | 17,6 | 9,4  | 1,6   | −3,3 | 9,8 |
| Средняя температура, °C        | −9,7  | −9    | −2,9 | 7,2  | 14,5 | 17,9 | 19,5 | 18,2 | 12,6 | 5,7  | −0,9  | −6,1 | 5,6 |
| Средний суточный минимум, °C   | −12,9 | −12,6 | −6,3 | 2,6  | 8,8  | 12,4 | 14,2 | 12,7 | 7,7  | 2,0  | −3,5  | −8,9 | 1,4 |
| Норма осадков, мм              | 38    | 30    | 31   | 37   | 49   | 62   | 71   | 54   | 51   | 43   | 51    | 50   | 567 |
| Источник: Гидрометцентр России |       |       |      |      |      |      |      |      |      |      |       |      |     |

| Показатель                                         | Янв. | Фев. | Март | Апр. | Май  | Июнь | Июль | Авг. | Сен. | Окт. | Нояб. | Дек. | Год |
| -------------------------------------------------- | ---- | ---- | ---- | ---- | ---- | ---- | ---- | ---- | ---- | ---- | ----- | ---- | --- |
| Средняя температура, °C                            | −7,3 | −7,8 | −2,4 | 7,1  | 13,7 | 17,8 | 19,7 | 18,2 | 12,4 | 5,9  | −1,4  | −6,1 | 5,8 |
| Норма осадков, мм                                  | 34   | 29   | 25   | 33   | 42   | 64   | 70   | 48   | 49   | 50   | 40    | 36   | 520 |
| Источник: Гидрометцентр России (данные по Липецку) |      |      |      |      |      |      |      |      |      |      |       |      |     |

## История
В 1702 году было начато строительство металлургических заводов на реке Воронеж при впадении в неё реки Липовки. Возникшее при заводах селение стало называться Липские (позже — Липецкие) Железные Заводы, в 1779 году преобразовано в город Липецк.
Слобода до 1779 года входила в Сокольский уезд Тамбовской провинции.
16 сентября 1779 года по указу Екатерины II слобода Липские Заводы официально получает статус города с названием Липецк. И становится центром Липецкого уезда Тамбовского наместничества (с 1796 года — Тамбовской губернии).
30 июля 1928 года образование Липецкого района Центрально-Чернозёмной области. 31 декабря 1934 года Липецк вошёл в состав Воронежской области.
6 января 1954 года образование Липецкой области.
15 июня 1960 года село Сокольское (бывший город Сокольск) вошёл в состав Липецка.

## Статус и административно-территориальное устройство

Липецкая областная администрация

Помимо функций областного центра город является и административным центром Липецкого района. Является городом областного подчинения, в границах которого образовано муниципальное образование со статусом городского округа город Липецк..
В современных границах площадь Липецка составляет 330,15 км². Это довольно большая территория (всего в три раза меньше площади Москвы в пределах МКАД).

### Административное деление
Город разделён на 4 территориальных округа:
| Название      | Код ОКАТО  |
| ------------- | ---------- |
| Левобережный  | 42 401 365 |
| Октябрьский   | 42 401 368 |
| Правобережный | 42 401 370 |
| Советский     | 42 401 375 |

### Микрорайоны и улицы
Территориальные округа включают исторически сформировавшиеся микрорайоны (исторические районы), в том числе бывшие населённые пункты, вошедшие в городскую черту Липецка. Также возведены или находятся в процессе застройки новые микрорайоны с именными названиями («Звёздный», «Елецкий», «Университетский», «Октябрьский», «Взлётный», «Авторский»). Основная (правобережная) часть города делится (помимо старой квартальной застройки в центре) на 34 номерных жилых микрорайона. Некоторые из номерных микрорайонов имеют альтернативные названия: 17-й − «Северный», 30-й и 31-й − «Победа», 32-й и 33-й − «Европейский».
По состоянию на август 2024 год в Липецке насчитывается 886 улиц (в том числе, 3 проспекта, 124 переулков, 24 площади, 26 проездов, 3 бульвара, 5 шоссе, а также приравненные по статусу к улицам 4 квартала, 3 посёлка и 3 группы домов МПС).

## Население
| 1856     | 1897     | 1913     | 1926     | 1931     | 1933     | 1937     | 1939     | 1956     | 1959     | 1962     |
| -------- | -------- | -------- | -------- | -------- | -------- | -------- | -------- | -------- | -------- | -------- |
| 11 300   | ↗21 000  | ↗25 000  | ↘20 950  | ↗23 276  | ↗34 200  | ↗64 698  | ↗66 644  | ↗123 000 | ↗156 515 | ↗194 000 |
| 1967     | 1970     | 1973     | 1975     | 1976     | 1979     | 1982     | 1985     | 1986     | 1987     | 1989     |
| ↗253 000 | ↗289 138 | ↗327 000 | ↗361 000 | →361 000 | ↗395 638 | ↗423 000 | ↗463 000 | ↘434 000 | ↗465 000 | ↘449 635 |
| 1990     | 1991     | 1992     | 1993     | 1994     | 1995     | 1996     | 1997     | 1998     | 1999     | 2000     |
| ↗486 000 | ↘460 000 | ↗464 000 | ↗466 000 | ↗470 000 | ↗508 000 | ↗510 000 | ↘477 000 | ↗514 000 | ↗521 600 | ↘521 000 |
| 2001     | 2002     | 2003     | 2004     | 2005     | 2006     | 2007     | 2008     | 2009     | 2010     | 2011     |
| ↘519 200 | ↘506 114 | ↘506 100 | ↘504 400 | ↘503 100 | ↘502 800 | ↘502 600 | ↘502 400 | ↗502 535 | ↗508 887 | ↗508 890 |
| 2012     | 2013     | 2014     | 2015     | 2016     | 2017     | 2018     | 2019     | 2020     | 2021     | 2023     |
| ↘508 066 | ↗509 098 | ↗509 719 | ↗510 152 | ↘510 020 | ↗510 439 | ↘509 735 | ↘509 420 | ↘508 573 | ↘496 403 | ↘490 428 |
| 2024     | 2025     |          |          |          |          |          |          |          |          |          |
| ↘485 260 | ↘483 040 |          |          |          |          |          |          |          |          |          |

На 1 января 2025 года по численности населения город находился на 40-м месте из 1124 городов Российской Федерации.
За последние 60 лет население города выросло более, чем в четыре раза и превысило полмиллиона человек. В настоящее время Липецк второй по численности населения город в Центрально-Чернозёмном экономическом районе после Воронежа (1 054 111 чел.).
На 1 января 2022 года численность населения Липецка составляла 496 447 человек, что делает его официально городом, потерявшим статус города-полумиллионика.
Национальный состав
По итогам переписи населения 2020 года проживали следующие национальности (национальности менее 0,1 % и другое, см. в сноске к строке «Другие»):
| Национальность | Численность, чел. | Доля     |
| -------------- | ----------------- | -------- |
| Русские        | 381 429           | 76,84 %  |
| Украинцы       | 1759              | 0,35 %   |
| Армяне         | 1656              | 0,33 %   |
| Татары         | 767               | 0,15 %   |
| Азербайджанцы  | 675               | 0,14 %   |
| Таджики        | 555               | 0,11 %   |
| Узбеки         | 512               | 0,10 %   |
| Другие         | 109 050           | 21,98 %  |
| Итого          | 496 403           | 100,00 % |

## Здравоохранение
В городе и его ближайших окрестностях находится 36 государственных учреждений здравоохранения, как областного, так и городского статуса. Из них 32 занимаются непосредственно оказанием медицинской помощи. В настоящее время в областном центре располагается 5 специализированных диспансеров, 10 взрослых и детских круглосуточных больничных стационаров, 29 поликлиник общетерапевтического, стоматологического и других специальных профилей профиля (в том числе амбулатории при диспансерах и больницах), станция переливания крови, станция скорой помощи, 2 санатория, родильный дом и перинатальный центр, 4 женских консультации.
История здравоохранения в городе ведёт своё начало со строительства небольшого лазарета при железоделательных заводах в начале XVIII века, который включал в себя пару коек, лекаря и аптеку. С открытием в городе минеральных вод царский лекарь Христофор Паульсен приложил руку к организации «бадеровских бань», где лечились минеральными водами. К началу XIX века бани превратились в элитный курорт с грязелечебницей, кумысолечением и минеральными ваннами. В середине XIX века в городе уже имелась градская больница. Однако количество врачей и аптек оставалось крайне малым. Так к концу XIX века в уезде насчитывалось всего 4 врача, причём всего 1 при больнице, которая была лишь в Липецке, 3 фельдшера на город и 3 акушерки на уезд. С Липецкой земской больницей соотносятся несколько дореволюционных зданий. Судя по описаниям и старинным картам в городе было несколько корпусов, включающих собственно больничные койки, амбулаторию и заразные бараки. В здании гостиницы Липецкого курорта располагалась также амбулатория общества Красного Креста. В начале 20-х годов XX века в городе уже насчитывалось три больницы, две амбулатории, зубоврачебный кабинет. В 50-60-х годах было построено большинство областных больниц и прочих учреждений здравоохранения.
Негосударственный сектор представлен рядом частных клиник и крупных негосударственных организаций, таких как медицинский центр НЛМК и санаторий «Липецк».
17 февраля 2009 года хирург-эндоскопист из Липецка Герман Юрьевич Журавлёв был признан лучшим врачом России в одной из 23 номинаций.

## Экономика и инфраструктура

### Промышленность

Памятник у проходной НЛМК

Основное предприятие города — Новолипецкий металлургический комбинат; также функционирует металлургическое предприятие «Свободный сокол», завод по производству холодильников и стиральных машин Indesit Company и другие. Имеются предприятия по выпуску строительных материалов: производство цемента (Липецкий цементный завод), силикатного кирпича (Липецкий комбинат силикатных изделий), железобетонных конструкций (Завод Железобетон (Липецк), завод по производству несъёмной опалубки ООО «Новтехстрой» и др. Химическая промышленность: заводы — азотно-туковый (Реконструкция была признана нецелесообразной, остановлен и демонтирован в связи с высокой опасностью производства аммиака в непосредственной близости жилого сектора и высоким загрязнением окружающей среды сильно устаревшим производством) (на базе коксохимического производства Новолипецкого металлургического комбината), «Химпродукт», резинопластмассовых изделий.
В городе достаточно хорошо развито машиностроение. Успешно функционирует современный завод по производству легковых автоприцепов ООО "ПРИЦЕПЦЕНТР", являющийся одним из лидеров отрасли в России и странах СНГ. 
Помимо этого имеются многочисленные предприятия пищевой промышленности: кондитерская фабрика (корпорация РОШЕН, ликвидирована по решению суда), ОАО «Прогресс», ОАО «Липецкмолоко» (Филиал Открытого акционерного общества «Компания ЮНИМИЛК»), ОАО «Липецкхлебмакаронпром»).
Лёгкая промышленность представлена слабо — швейная фабрика «Липчанка», фабрика «Липецкие узоры», обувная фабрика «ЛОК» и др.
В 2006 году начала строиться особая экономическая зона «Липецк». Она вплотную примыкает к восточной границе города и является как бы продолжением его промышленной зоны, в которой уже находятся предприятия итальянской компании Indesit Company — два завода по выпуску холодильников и стиральных машин под брендами Indesit и Hotpoint-Ariston (с июня 2022 года принадлежат турецкой Arçelik).
В 2008 году объём отгружённых товаров собственного производства, выполненных работ и услуг собственными силами по видам деятельности обрабатывающие производства (по крупным и средним организациям) — 259,1 млрд руб.

### Торговля
В городе развиваются предприятия торговли современных форматов. В 2006 году открылись гипермаркеты Metro Cash&Carry (10 тыс. м²), «Ашан» (входит в группу Auchan Holding) (36 тыс. м²), «Перекрёсток» (12 тыс. м²), Стройландия, «Линия» (13 тыс. м²) и другие.
В августе 2007 года в Липецке открылся пятиуровневый ТРЦ «Москва» общей площадью 15 000 м². В марте 2010 года «Липецкий завод строительных материалов» (ЛЗСМ) открыл в центре города между улицами Советская и 8 Марта ТРЦ «Европа» общей площадью 60 тыс. м² (торговая площадь — 43 000 м²).
В Липецке несколько рынков, основные из которых Центральный, Петровский, Универсальный, Советский (быв. 9-го микрорайона).

## Транспорт
Липецк имеет развитую транспортную инфраструктуру, с другими регионами его связывают железнодорожный, воздушный и автомобильный транспорт.

#### Железнодорожный

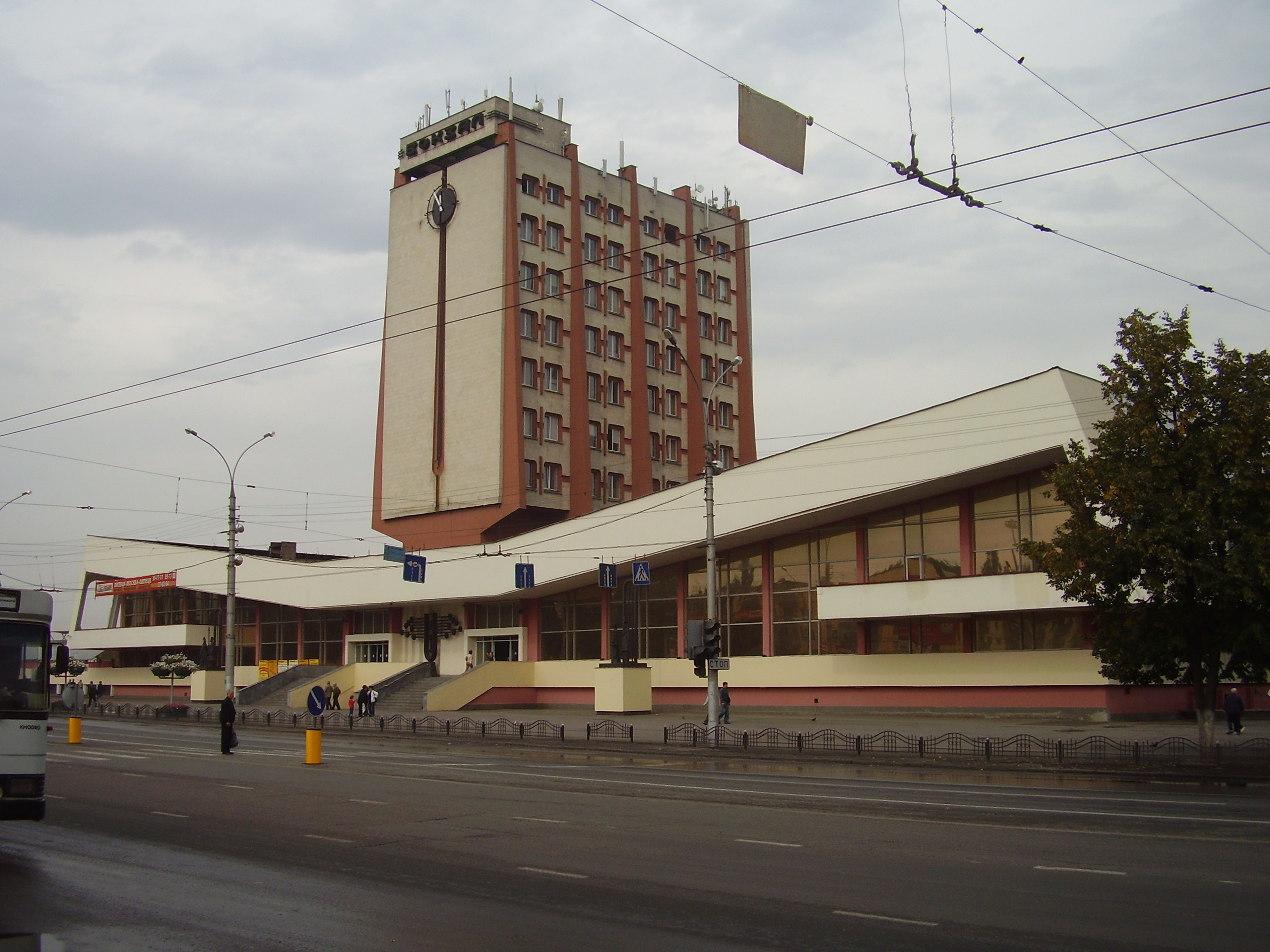
Здание железнодорожного вокзала

В Липецке несколько железнодорожных станций и платформ, расположенных на линии Елец — Грязи. Центральная — Липецк. Кроме неё в Липецке есть станции Чугун-1, Чугун-2, Казинка, платформа 265 км и упразднённые остановочные пункты 276 км и 297 км.
Планируемая к строительству с 2024 года высокоскоростная железнодорожная магистраль Москва-Сочи должна пройти через Липецкую область. В проекте будет станция «Липецк». Место её расположения будет уточняться. Имеется разветвлённая сеть промышленных железнодорожных путей широкой колеи, преимущественно Новолипецкого металлургического комбината.
В Липецке также действует электрифицированная узкоколейная железная дорога, принадлежащая Липецкому комбинату силикатных изделий.

#### Воздушный
В связи с интенсивным развитием региона, открытием особой экономической зоны «Липецк», транспортную инфраструктуру города ждут большие перемены.
Так, в липецком аэропорту (находится в 10 км от города, с 2008 года имеет статус международного), в 2013 году начались масштабные работы по реконструкции, прежде всего по строительству новой ВПП, инвестиции на эти цели составят свыше 1 млрд рублей до 2015 года.

#### Автомобильный

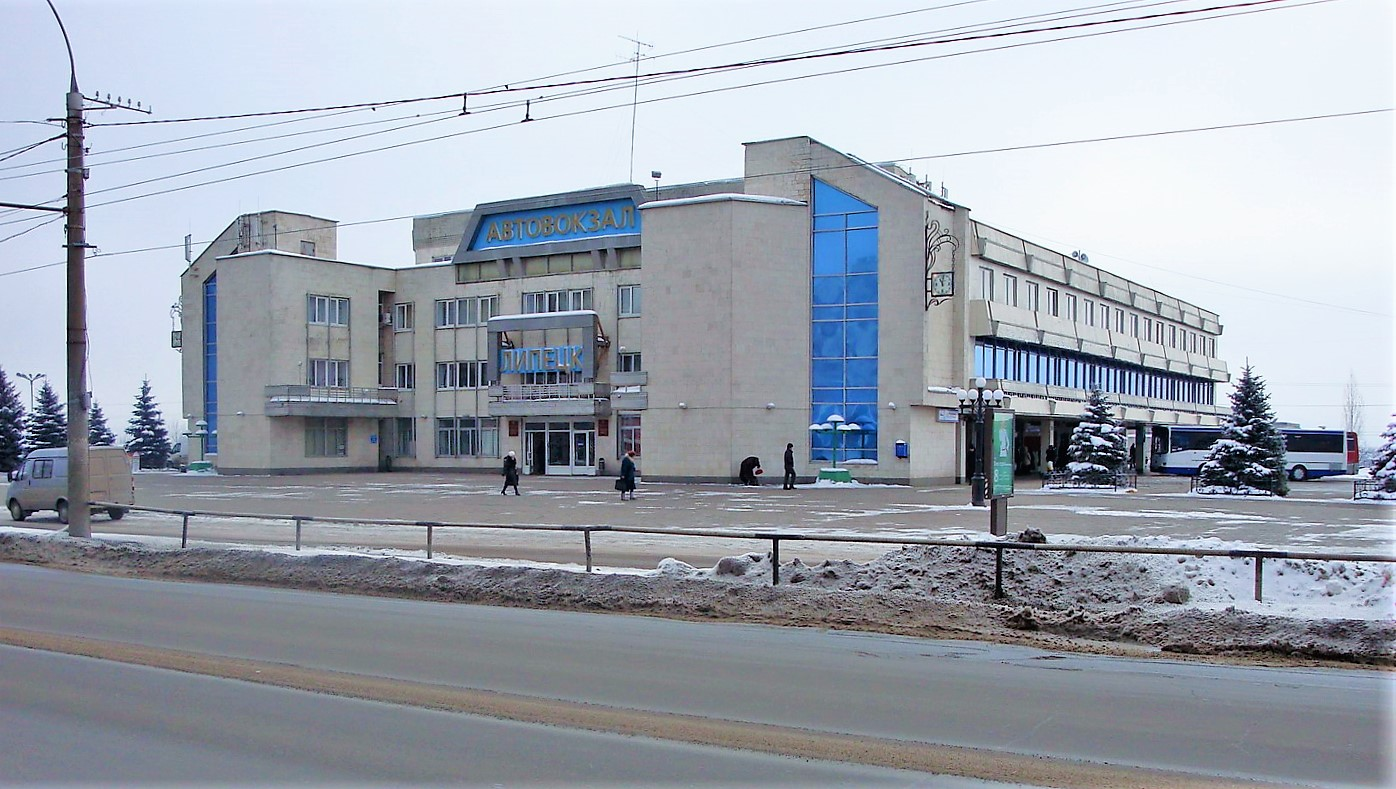
Автовокзал «Липецк»

Автомобильные дороги имеют выход на федеральные трассы М4 «Дон» и М6 «Каспий», а через город проходит трасса Р119 (Орёл — Липецк — Тамбов).
Ведётся строительство липецкой кольцевой автодороги (ЛКАД) с мостовым переходом через Матырское водохранилище и с развязками возле ОЭЗ. Только на строительство восточного периметра ЛКАД с эстакадами и мостовым переходом будет потрачено 7,9 млрд рублей. Работы на этом участке завершены осенью 2013 года.

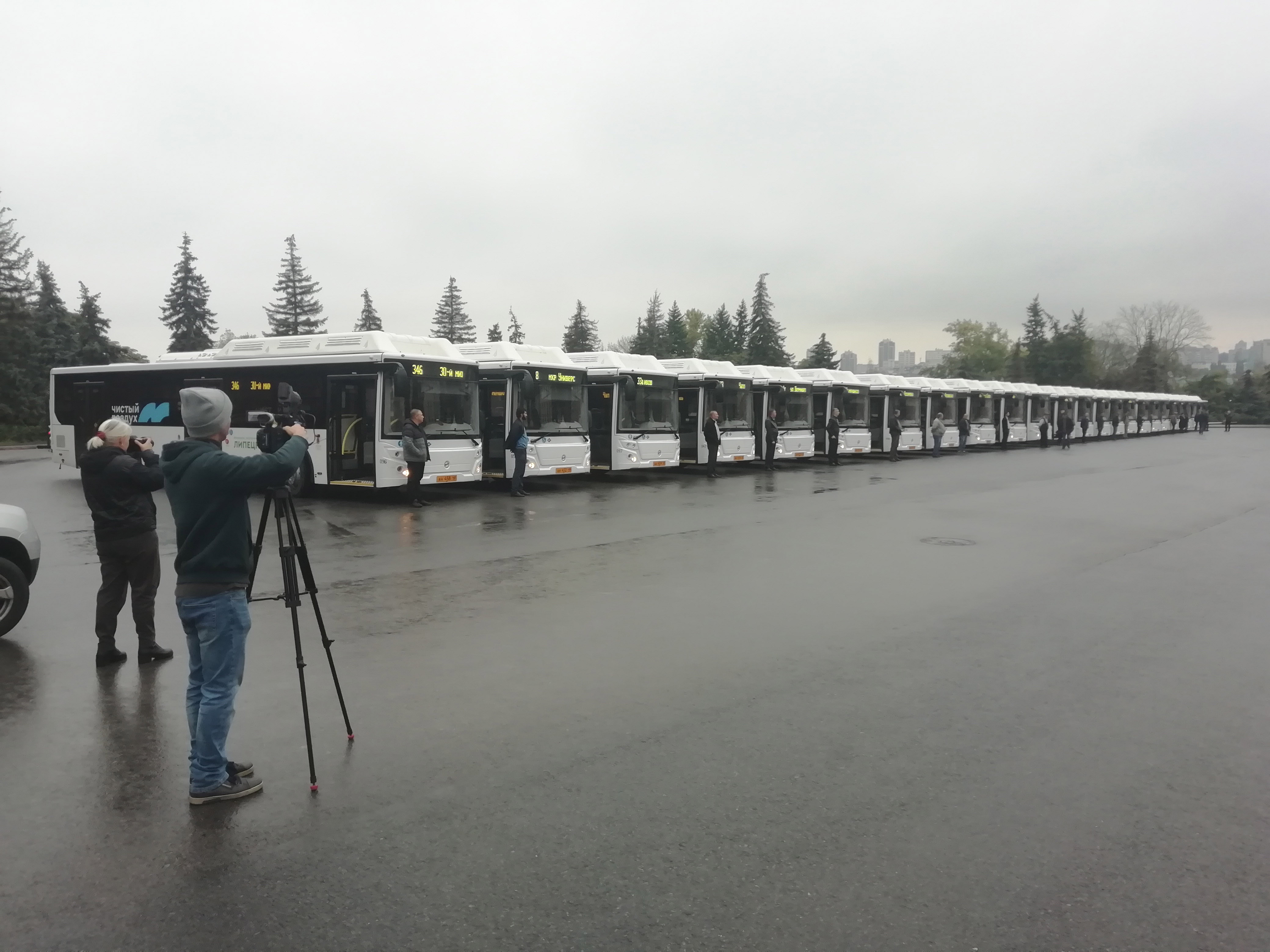
Новые газомоторные автобусы для Липецка

Городской общественный транспорт представлен автобусами и трамваями. 
В 2022 году было заключено концессионное соглашение по реконструкции трамвайной системы Липецка. 20 июня  2024 года запустили движение по укороченному маршруту 2. В 2025 году предполагается возобновить трамвайное движение в район ЛТЗ. Ежедневно липчан перевозят 6 трамвайных вагонов с интервалом 8 минут. В 2000х годах трамвай практически ушёл из центральной части Липецка, Троллейбусное движение было закрыто 15 августа 2017 года.
27 сентября 2022 года на Соборной площади города состоялась торжественная церемония вручения ключей от новых 25 газомоторных автобусов, приобретённых в рамках федерального проекта «Чистый воздух».

### Связь
Рынок местной электросвязи пока остаётся высоко монополизированным — основную долю контролирует филиал ОАО «Ростелеком». Компания предоставляет услуги фиксированной телефонной связи, услуги доступа в сеть Интернет и IPTV.
Сотовая связь:
- МегаФон
- МТС
- T2
- Yota
- Билайн
- Т-Мобаил

## Экология

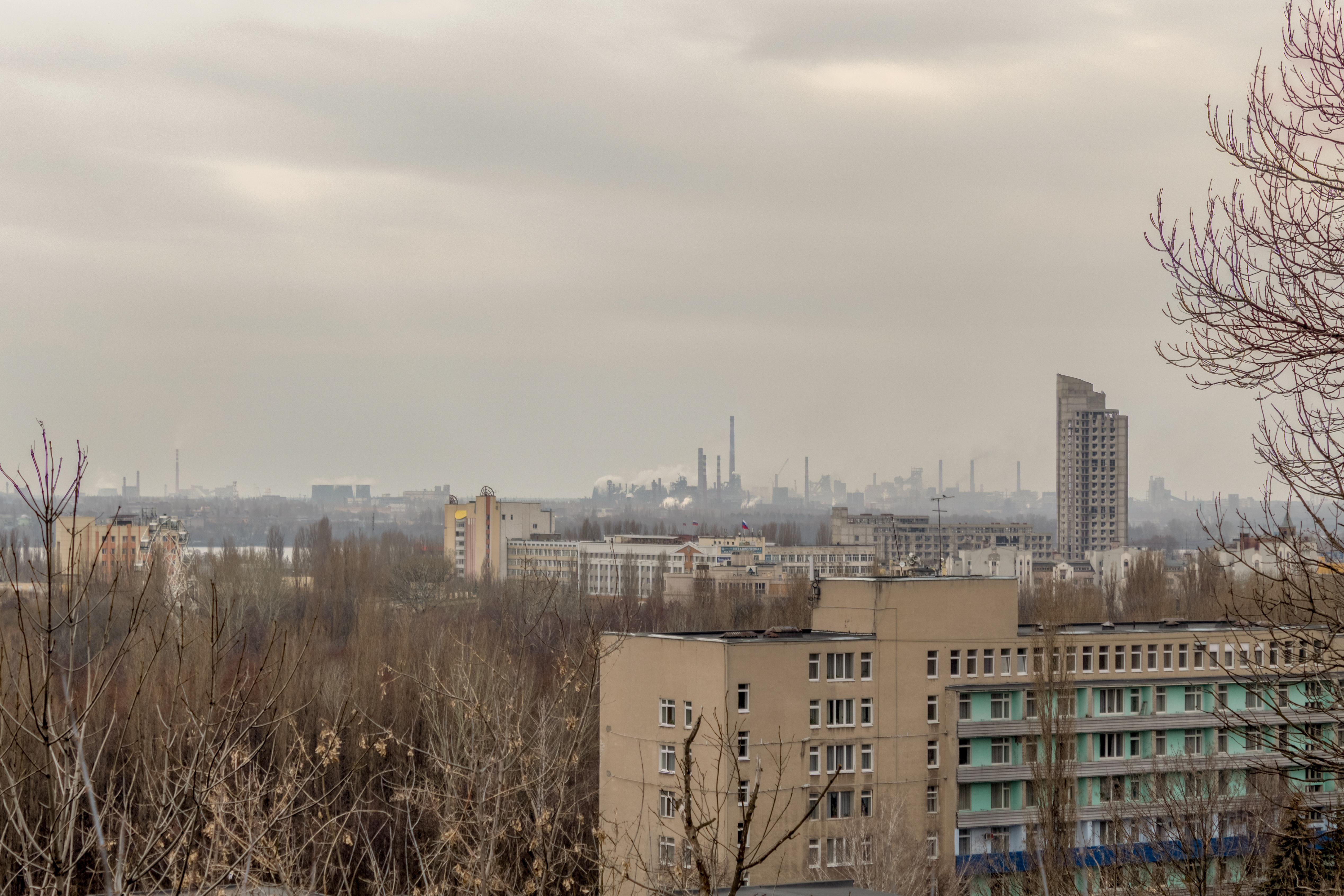
Вид из Верхнего парка на НЛМК, 2021 год

Общий индекс загрязнения атмосферы (ИЗА) был катастрофическим — 24,43 единицы в 2000 году, но к 2009 году упал до 7,5 единицы — это чуть больше нормы, составляющей 4—7 единиц.
Основная жилая застройка находится на правом берегу реки Воронеж, а Новолипецкий металлургический комбинат — на левом, пологом, берегу. Роза ветров в городе расположена таким образом, что преобладает ветер северо-восточного направления (от Матырского водохранилища). При этом «факел» из труб комбината начинает снижаться к поверхности земли на расстоянии нескольких километров — прямо в центральных районах города. А когда ветер дует с юго-востока, жители спальных районов и центра правого берега, района Тракторного могут испытывать дискомфорт от запаха сероводорода, исходящего от присутствующих рядом с районом крупнейшего в Европе металлургического комбината НЛМК шлаконакопителей. Это значительное превышение ПДК (предельно-допустимых концентраций) загрязняющих веществ.
По официальным данным 2008 года, в атмосферу города было выброшено 366 тыс. тонн загрязнений более чем по 750 кг на каждого жителя, среди которых содержание тяжёлых металлов, диоксинов, бензапирена и фенола превышало нормы. Основным источником загрязнений является ПАО «НЛМК».
Липецк вошёл в список 12 промышленных городов, в которых снизят выбросы загрязняющих веществ в атмосферный воздух на 22 % к 2024 году в рамках приоритетного национального проекта «Экология».

## Образование и наука

Здание главного корпуса ЛГТУ

### Высшие учебные заведения и НИИ

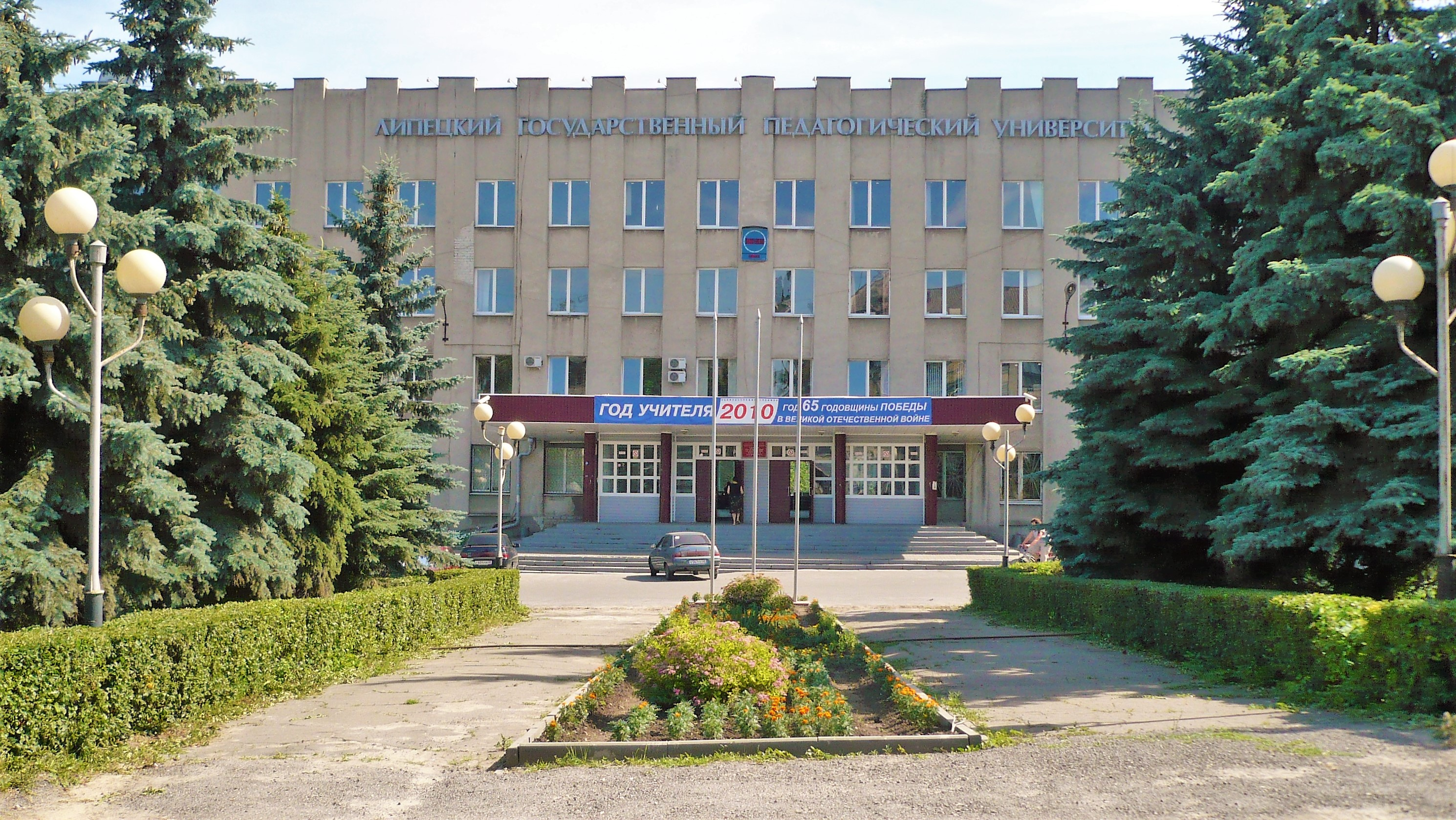
Здание главного корпуса ЛГПУ

Основная часть высших учебных заведений находится в областном центре, а всего по области 21 вуз, из них 3 государственных университета, 2 негосударственных вуза и 15 филиалов (7 государственных и 8 негосударственных). В государственных и муниципальных вузах и филиалах обучается свыше 30 тысяч студентов, ещё примерно столько же — в частных.
- Вузы города:
  - ЛГТУ — Липецкий государственный технический университет[89]
  - ЛГПУ имени П. П. Семёнова-Тян-Шанского — Липецкий государственный педагогический университет имени П. П. Семёнова-Тян-Шанского[90]
  - ЛЭГИ — Липецкий эколого-гуманитарный институт[91]
  - ЛИУ — Липецкий институт управления[92]
- Филиалы иногородних вузов:
  - ЛФ РОСИ — Региональный открытый социальный институт, филиал[93]
  - ЛФ Финансовый университет при Правительстве Российской Федерации филиал[94]
  - ЛФ МИКТ — Международный институт компьютерных технологий, филиал[95]
  - ЛФ МГУТУ — Московский государственный университет технологий и управления, филиал[96]
  - Липецкий институт кооперации (филиал)— Белгородского университета кооперации, экономики и права, филиал[97]
  - ЛФ ВИ ФСИН — Воронежский институт Федеральной службы исполнения наказаний, филиал[98]
  - ЛФ ИММиФ — Институт менеджмента, маркетинга и финансов, филиал[99]
  - ЛФ ИМПЭ — Институт международного права и экономики, филиал[100]
  - ЛФ ВЭПИ — Воронежский экономико-правовой институт, филиал[101]
  - ЛФ РАНХиГС — Российская академия народного хозяйства и государственной службы при президенте РФ
  - ЛФ ВИВТ — Воронежский институт высоких технологий, филиал[102]
  - ЛФ МГТА — Московская гуманитарно-техническая академия[103]
  - ЛФ НГЛУ — Липецкий филиал Нижегородского государственного лингвистического университета имени Н. А. Добролюбова[104]

Научная деятельность в Липецке ведётся в основном по следующим направлениям — металлургия, сельское хозяйство, машиностроение и обработка, как на кафедрах вышеперечисленных вузов, так и в специализированных научно-исследовательских институтах (НИИ). В городе находятся следующие НИИ:
- Научно-производственный институт ОАО «НЛМК»
- ВНИИ рапса — Всероссийский научно-исследовательский институт рапса[105]
- НИИ экологических проблем в металлургии
- Меккано-Липецк — итальянский фонд инноваций и научно-исследовательских разработок в промышленности

### Школы Липецка
По состоянию на сентябрь 2012 года в Липецке насчитывается 66 общеобразовательных учреждений, из которых 6 гимназий, 2 лицея, 51 средняя, одна основная (восьмилетняя), одна кадетская, одна начальная, одна с углублённым изучением иностранных языков, две специальные коррекционные и две сменные школы.

## СМИ
Телерадиовещание в Липецке начало своё развитие с периода формирования областного центра в середине XX века. В 1960 году был построен телецентр в селе Подгорное, в 1991 телевещание было перенесено в новый областной телецентр в селе Кузьминские Отвержки, старый перешёл на радиовещание.
Средства массовой информации города Липецка и Липецкой области представлены рядом федеральных телеканалов и региональными — ГТРК «Липецк», Липецкое время, ТВК (закрыта), рекламное агентство «Канал 5», развлекательный канал ВОТ-ТВ, радиостанциями: Дорожное радио, Народное радио, Ретро FM, Липецк FM, Восток FM, Studio 21, Юмор FM, Вести FM, Европа Плюс, Радио России, Русское Радио, Радио Маяк, Эхо Москвы, Радио 7 на семи холмах, Авторадио, Love Radio, Радио Вера, Радио Орфей, Комсомольская Правда, Новое радио, интернет-порталами: LipetskMedia.ru, Gorod48.ru, Gzt.ru, онлайн-телеканалом Most.tv, информационным порталом Центрального Черноземья — Abireg.ru, основными информационными газетами: «Газета первый номер», «Липецкий строитель», «Липецкие известия», «Липецкая газета», «Новый липецкий репортёр», «Регион.Вести» и региональными выпусками федеральной прессы.

## Памятники

Памятная плита Лермонтовым и Волконским

Центральный ансамбль Липецка сформировался в 1950-х годах на Соборной площади (площади Ленина). Он включил в себе новые здания правительства области (бывший Дома Советов), гостиницы «Центральная» и храма Рождества Христова постройки 1791 года. Колокольня храма грациозно возвышается над городом. Рядом с центральным ансамблем Липецка расположен Нижний парк, где, по преданию, Петром I были открыты целебные источники во время Азовских походов. За всё время существования парка его посетили такие знаменитые люди, как Н. М. Карамзин, А. С. Грибоедов, семья Гончаровых вместе с будущей женой А. С. Пушкина Натальей Николаевной, отец М. Ю. Лермонтова Юрий Петрович Лермонтов. В 1837 году Нижний парк посетил будущий император Александр II в сопровождении русского поэта В А. Жуковского.

## Городские праздники
День города — главный праздник Липецка. Отмечается в 3-е воскресенье июля. Годом основания Липецка принято считать 1703 год.
В 1979 году городская администрация планировала отметить День города в день присвоения Липецку статуса города. Однако краеведы и историки написали письмо в Москву, что это неправильно. Потом главный городской праздник стали отмечать в 3-е воскресенье мая, но, по словам руководителя аппарата администрации города Липецка И. Н. Кошелева, «к этому моменту люди просто уставали от праздников, и День города протекал незаметно». Решили совместить праздник с Днём металлурга — не менее значимым в Липецке, где градообразующим предприятием является Новолипецкий металлургический комбинат. С 2003 года День города отмечается в 3-е воскресенье июля (а также в ближайшие пятницу и субботу).
В 2013 году в День 310-летия города в Липецке впервые состоялся фестиваль исторической реконструкции и этнокультуры «Липецкое городище». Участие в нём приняли около 70 тыс. человек.

## Культура Липецка

### Музеи

Липецкий областной краеведческий музей

- Липецкий областной краеведческий музей
- Липецкий областной художественный музей[111]
- Дом-музей Г. В. Плеханова
- Липецкий областной центр культуры и народного творчества[112]
- Пожарно-техническая выставка ГУ МЧС России по Липецкой области[113]
- Музей Липецкого авиацентра[114]
- Музей С. Есенина «Пространство поэзии» в Центральной городской библиотеке[115]
- Музей НЛМК[116]
- Липецкий историко-культурный музей (ул. Космонавтов, 2)[117]
- Городская управа — филиал Липецкого историко-культурного музея (ул. Октябрьская, 57)[118]
- Путевой дворец Петра I — филиал Липецкого историко-культурного музея[119]

### Театры
- Липецкий государственный академический театр драмы имени Л. Н. Толстого
- Липецкий муниципальный театр
- Липецкий государственный театр кукол

### Концертные залы
- Концертный камерный зал им. Т. Н. Хренникова
- ОЦКНТ (Областной центр культуры, народного творчества и кино[120])

### Галереи и выставочные залы
- Липецкая областная картинная галерея[121]
- Липецкий областной выставочный зал[122]
- Художественный музей имени В. С. Сорокина «Дом мастера»[123]
- Центр изобразительных искусств[124]

### Клубы
- Липецкая областная общественная организация "Военно-исторический клуб «Копьё» — проводит ежегодные фестивали: международный — «Русборг», посвящённый событиям 964 года, когда войска князя Святослава оформили независимость от Хазарского Каганата; и межрегиональный — «СтрЕлец» реконструирует события 1618 года, когда ельчане встали стеной на пути войска гетмана Сагайдачного, шедшего на помощь полякам, осадившим Москву из-за чего возникло народное ополчение под предводительством Козьмы Минина и Дмитрия Пожарского, освободившее Москву от польских интервентов[125][126][127].

### Гостиницы
- Гостиница «Комфорт»
- Гостиница «Лагуна Липецк»
- Гостиница «Липецк»
- Гостиница «Mercure»
- Гостиница «Палермо»
- Гостиница «Советская»
- Гостиница «Спутник»

## Религиозные учреждения
- Спасо-Преображенская церковь
- Собор Рождества Христова
- Храм Всех Святых
- Евдокиевская церковь
- Православная гимназия им.преп.Амвросия Оптинского[128]

## Спорт
- Волейбольная команда «Липецк» выступала в российской женской волейбольной суперлиге до 2010 года (под названиями «Магия», «Стинол», «Индезит»). С 2010 — в высшей лиге «А» российского первенства. В 2013 году завоевала право вернуться в суперлигу. В октябре того же года была вынуждена сняться с соревнований из-за отсутствия финансирования. С 2015 вновь выступала в высшей лиге «А» чемпионата России. С 2018 носит нынешнее название. В 2020-2023 вновь играла в суперлиге чемпионата России. В те же годы фарм-команда «Липецк»-2 выступала в Молодёжной лиге.
- Мини-футбольный клуб «ЛКС» выступает в Суперлиге, главном дивизионе в структуре российского мини-футбола.
- МХК «Липецк» с сезона 2015—2016 начал выступление в НМХЛ.

## Отдых и туризм
Обилие промышленных предприятий и работа Новолипецкого металлургического комбината в силу экологических причин несколько снизили туристическую и рекреационную привлекательность Липецка. Тем не менее, продолжая традиции курорта XIX века, в областном центре действует его преемник — санаторий «Липецк».
В окрестностях города (преимущественно в Липецком заказнике на берегах рек Матыра и Воронеж) расположены санаторий «Лесная сказка», детский санаторий «Мечта», санаторий-профилакторий «Парус», санаторий «Сухоборье», базы отдыха «Зелёная долина», «Улыбка», «Чайка», «Радуга», «Сосновый бор», «Сокол», «Лесной дом», «Русская усадьба», «Осинки», «Берёзка», завода «Индезит», силикатного завода, «Бригантина», «Атмосфера», детские оздоровительные комплексы (лагеря) «Орлёнок», «Прометей», «Звёздный», оздоровительный комплекс «Альтаир».
В городе располагаются несколько парков — «Парк Победы», старинные «Нижний парк» и «Верхний парк», «Быханов сад», «Парк Металлургов», «Молодёжный», парк «Свободный сокол», зоны отдыха в Каменном Логу. В районе Октябрьского моста на правом берегу реки Воронеж располагается экстрим-парк, горнолыжная станция с подъёмником и поля для мотокросса. В районе СНТ «Металлург-1» на севере города расположена ещё одна горнолыжная база и трасса автокросса.
Пляжный отдых в летние месяцы организован на нескольких пляжах на реке Воронеж: «Центральном», «Городском», «Сокольском», Тракторного и Новолипецкого заводов, в районе Силикатных озёр на намытых земснарядом площадях, а также на побережье, затонах и мысах Матырского водохранилища. Любительский и тренировочный альпинизм развит в районе заброшенного карьера ОАО «Стагдок».

## Международные отношения
Липецк является членом Международной Ассоциации «Породнённые города» и входит в национальный реестр породнённых городов.
Города-побратимы:
- Котбус, Германия (с 1974 года[131])
- Аньшань, Китай (с 20 июля 1992 года[132])
- Фабриано, Италия (с 19 мая 2003 года)
- Витебск, Беларусь (с 30 июня 2014 года)
- Крушевац, Сербия (с 28 июня 2016[133])
- Грозный, Россия (с 5 октября 2018 года[134])

В 2016 году отношения с Липецком разорвал украинский город Винница. Винница была городом-побратимом Липецку с 17 июля 2004 года.

## Город на картинах и фотографиях

### Фотографии старого Липецка

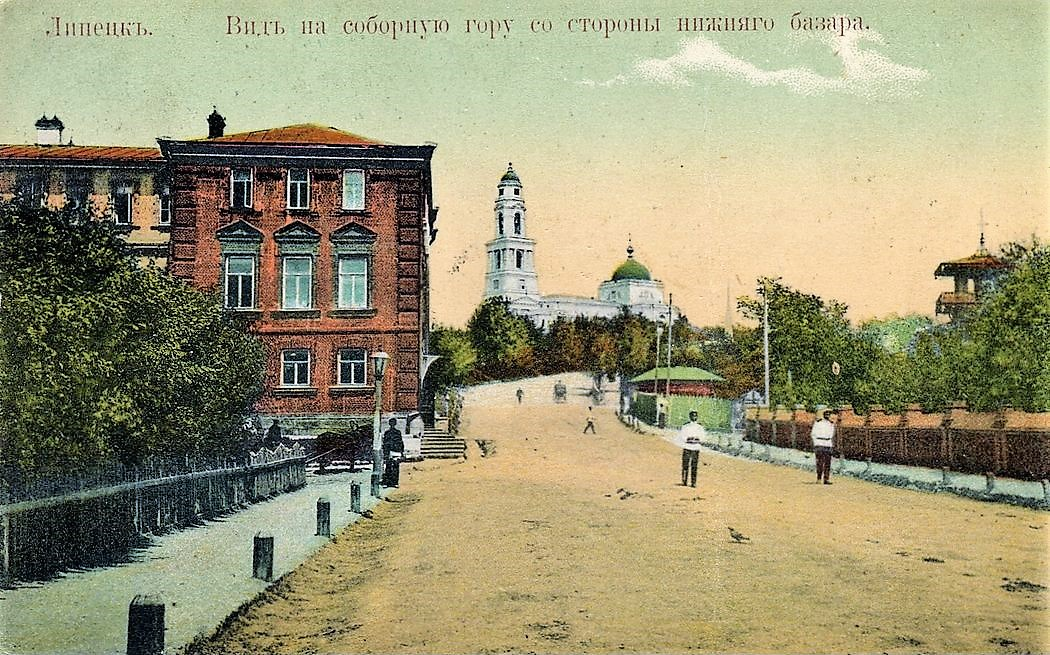
Петровский спуск
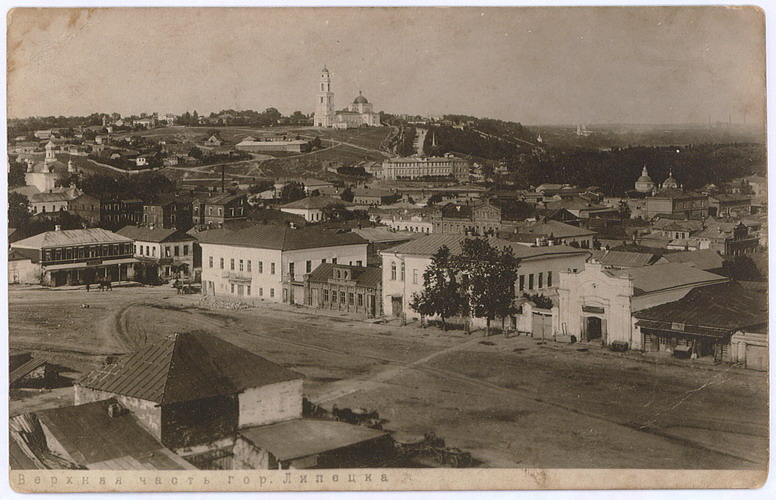
Верхняя часть города Липецк
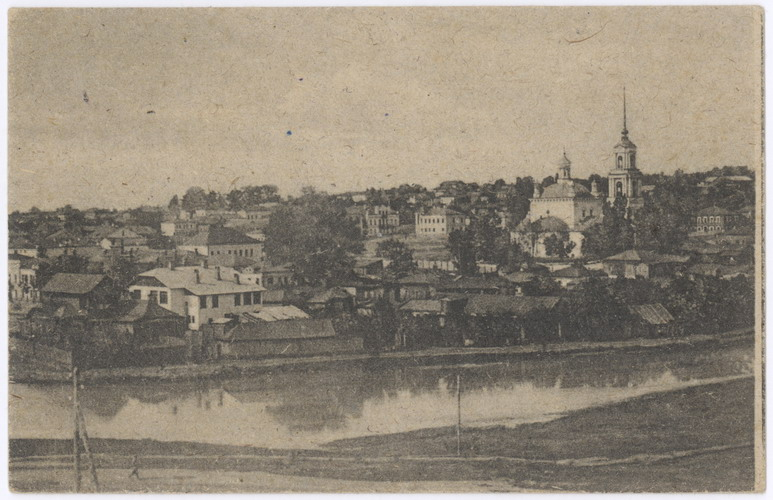
Старый Липецк
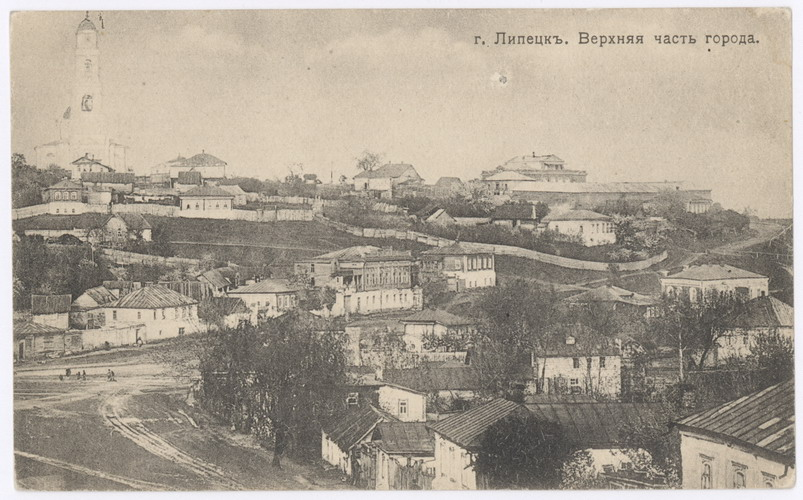
Старый город
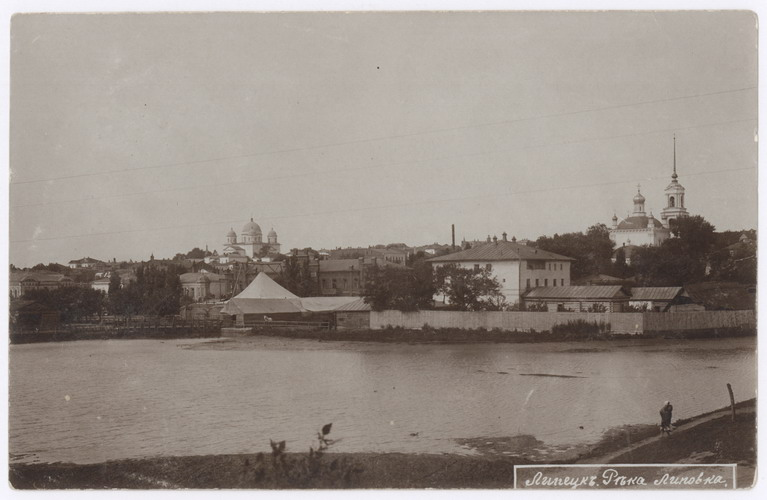
Река Липовка

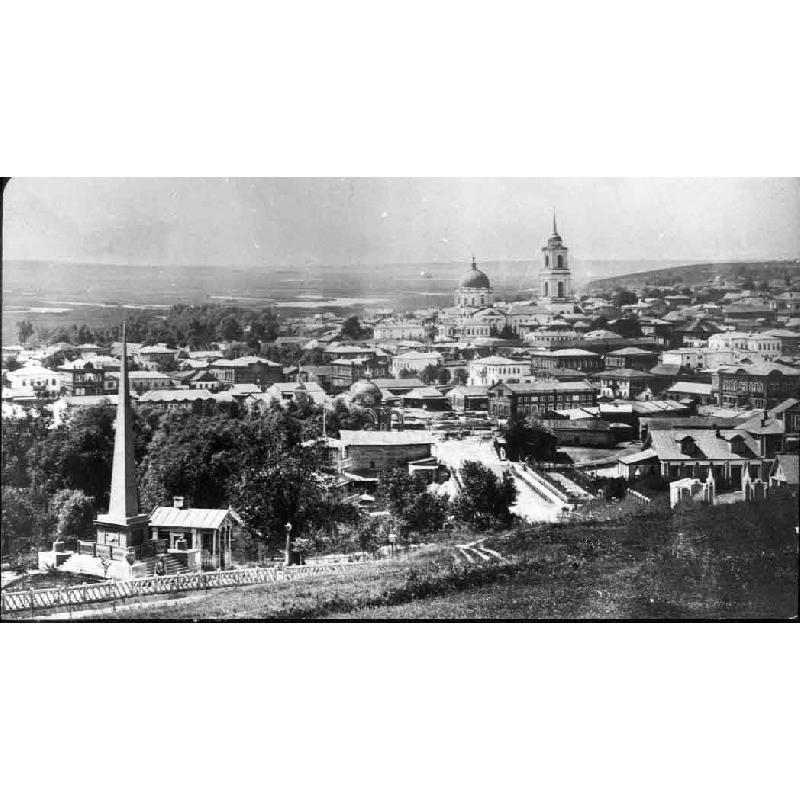
Вид на центр города
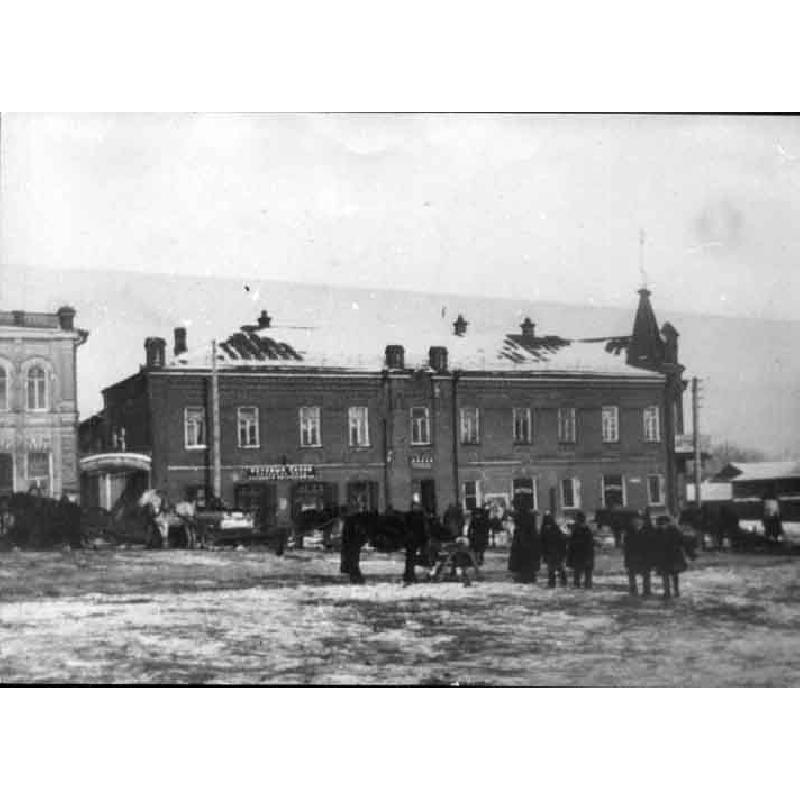
Первомайская улица
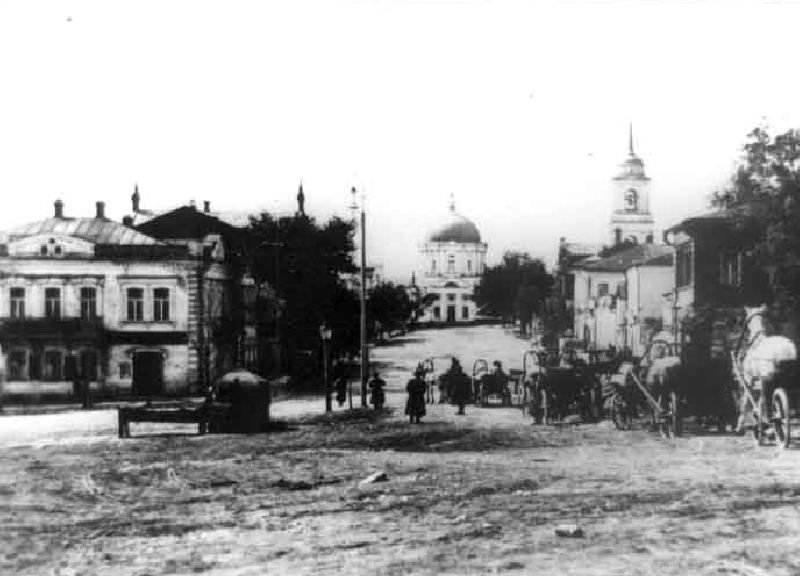
Усманская улица
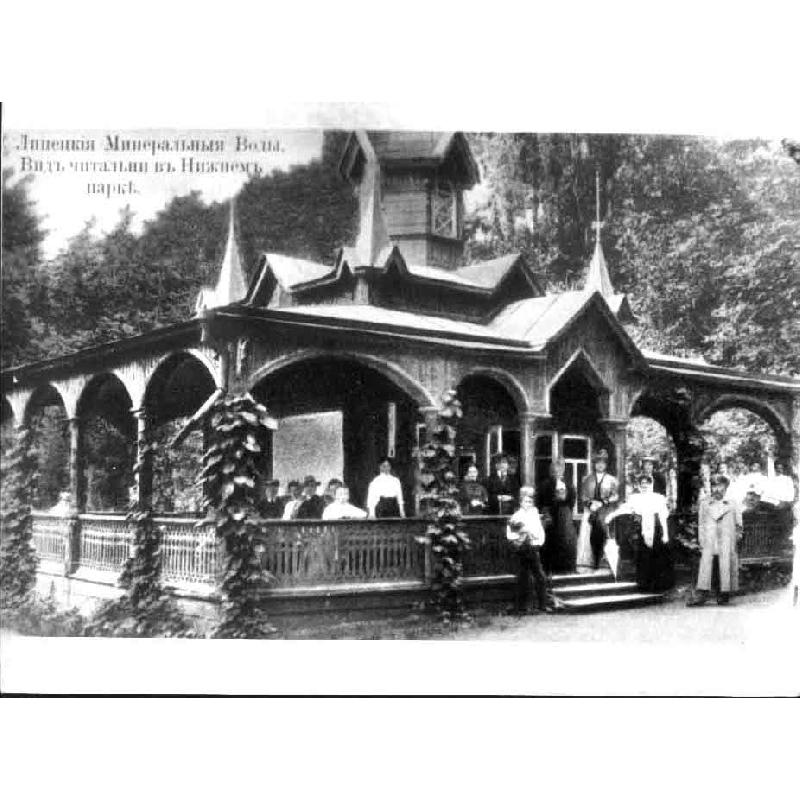
Читальня в Нижнем парке

### Фотографии современного Липецка

Здание правительства области
Улица Водопьянова
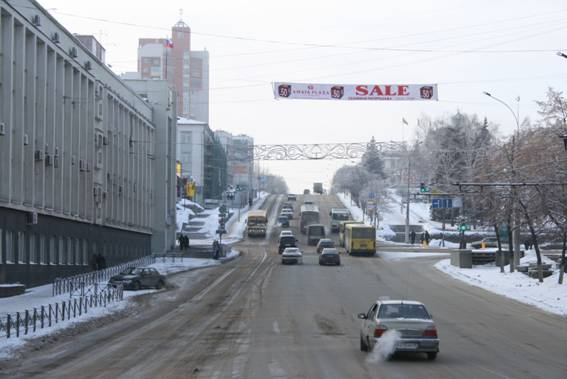
Улица Советская
Улица Меркулова
Сапёрный спуск
Проспект Мира
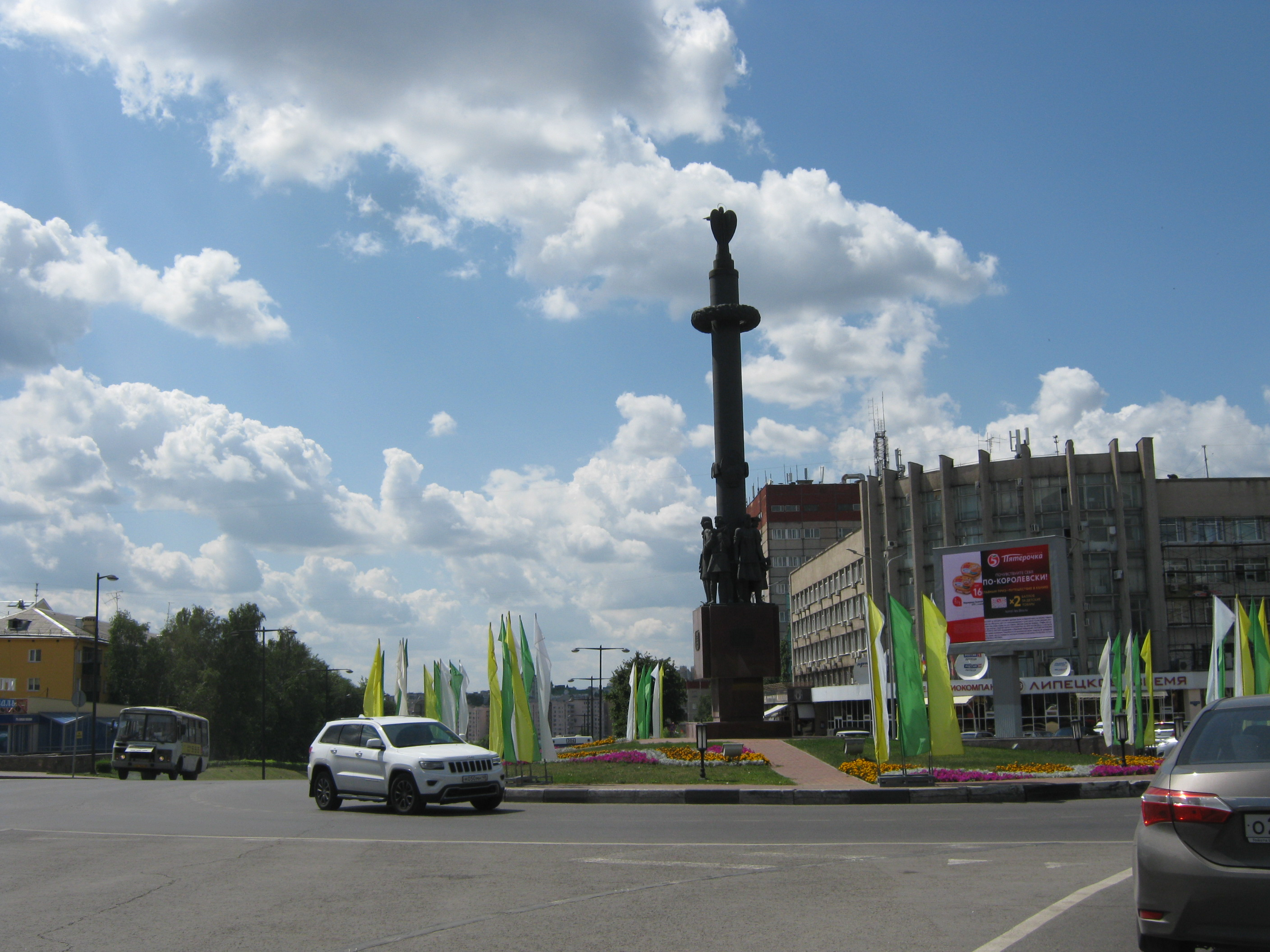
Площадь Плеханова
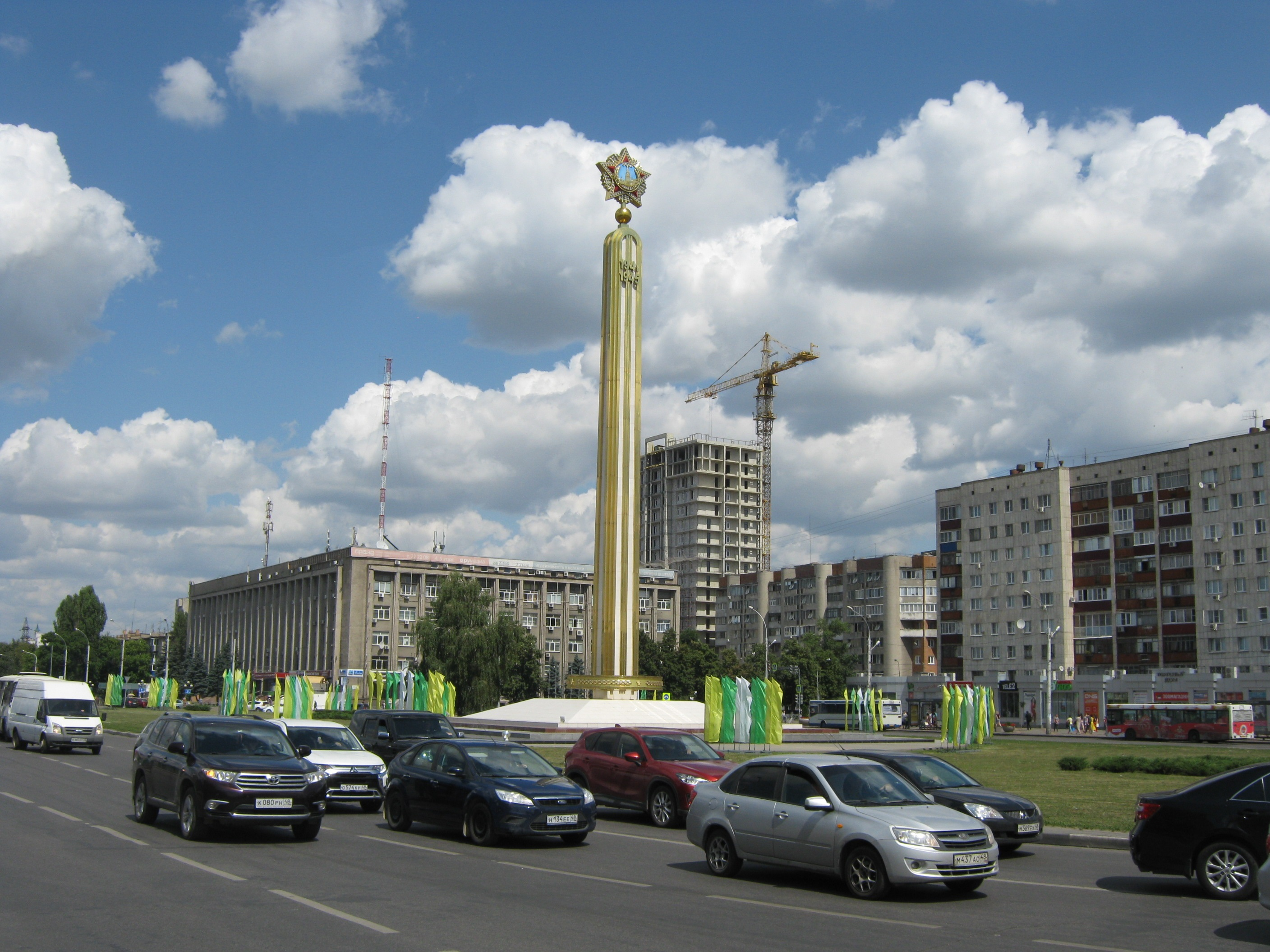
Площадь Победы
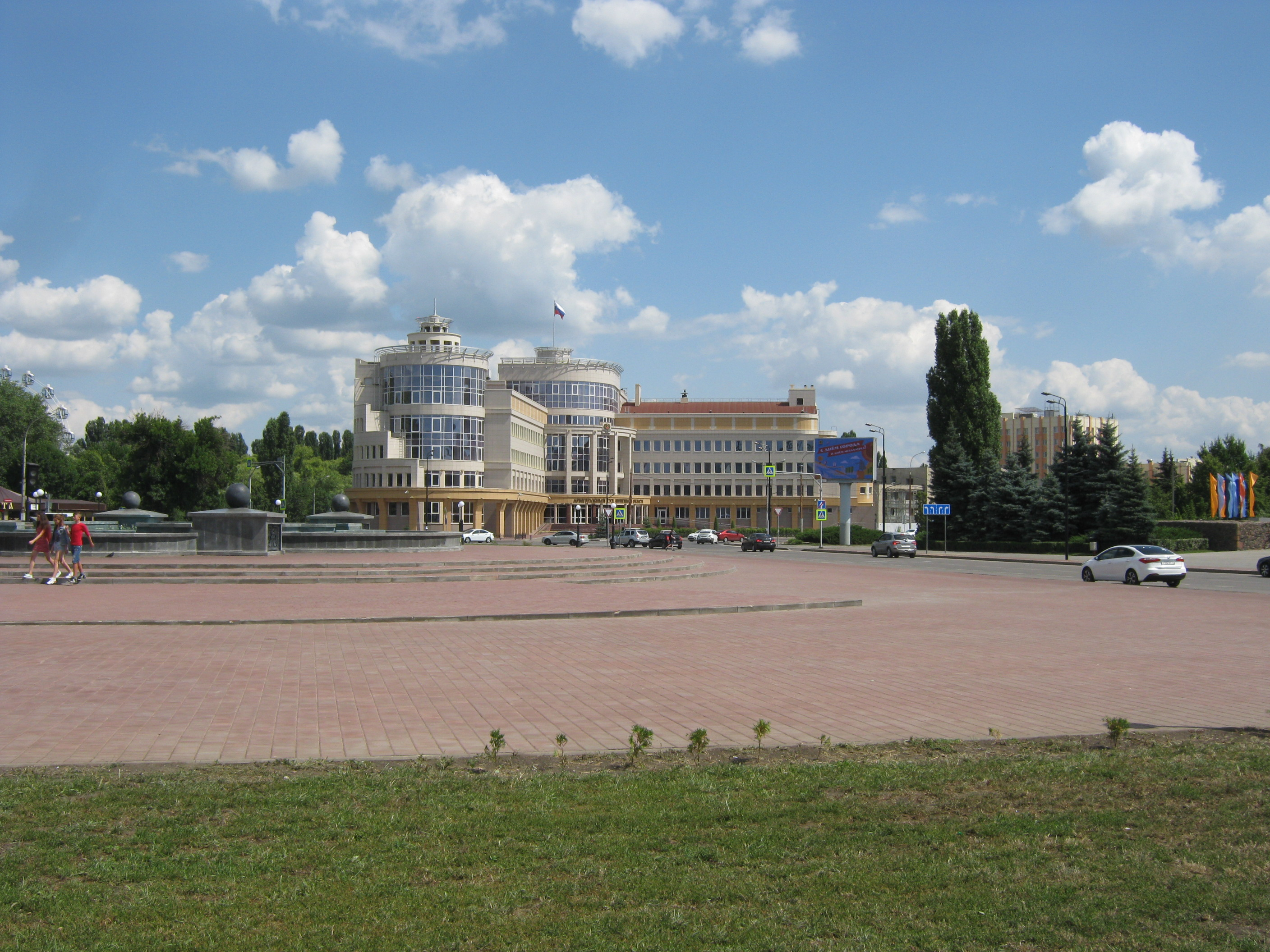
Арбитражный суд
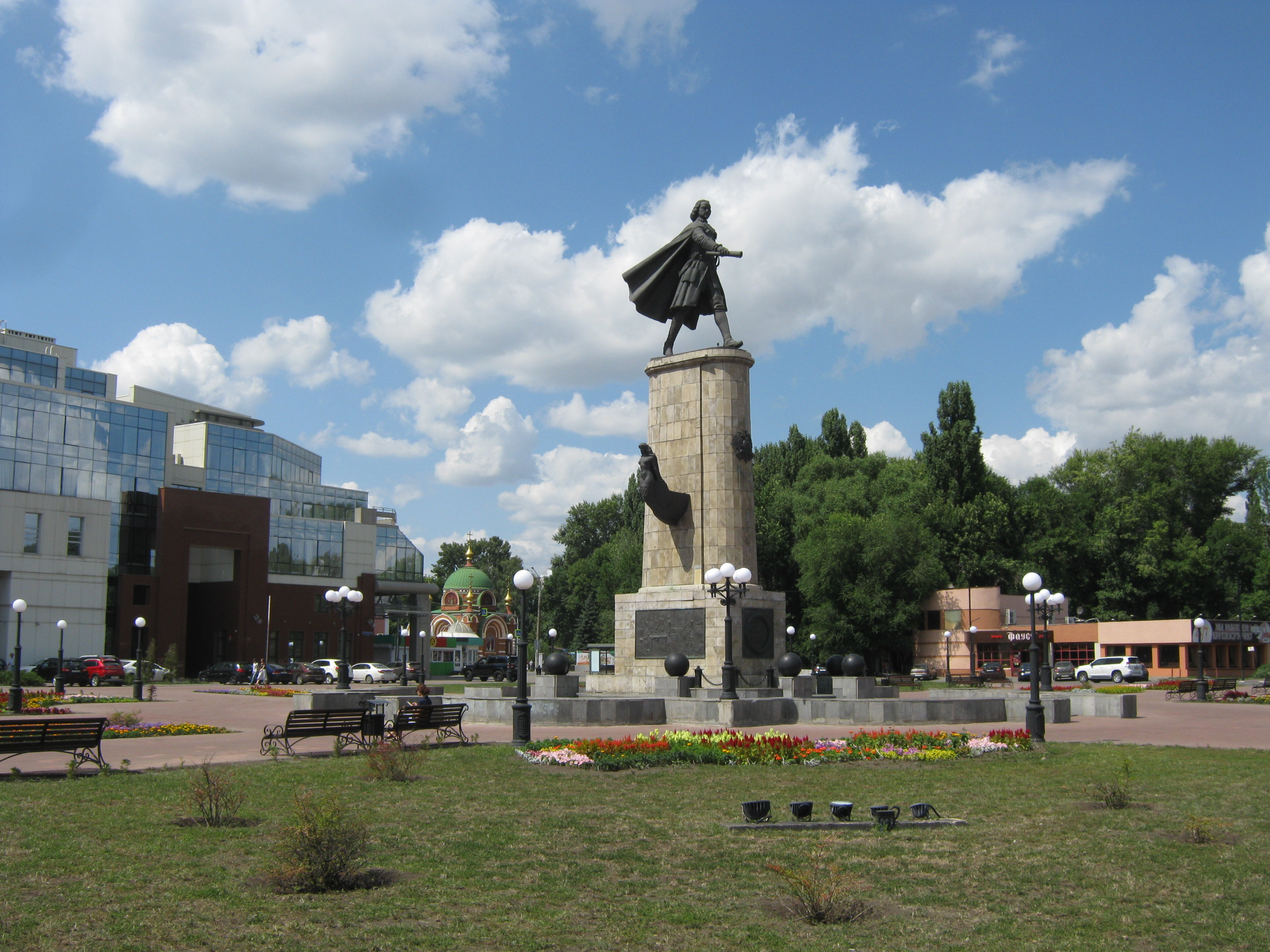
Площадь Петра Великого
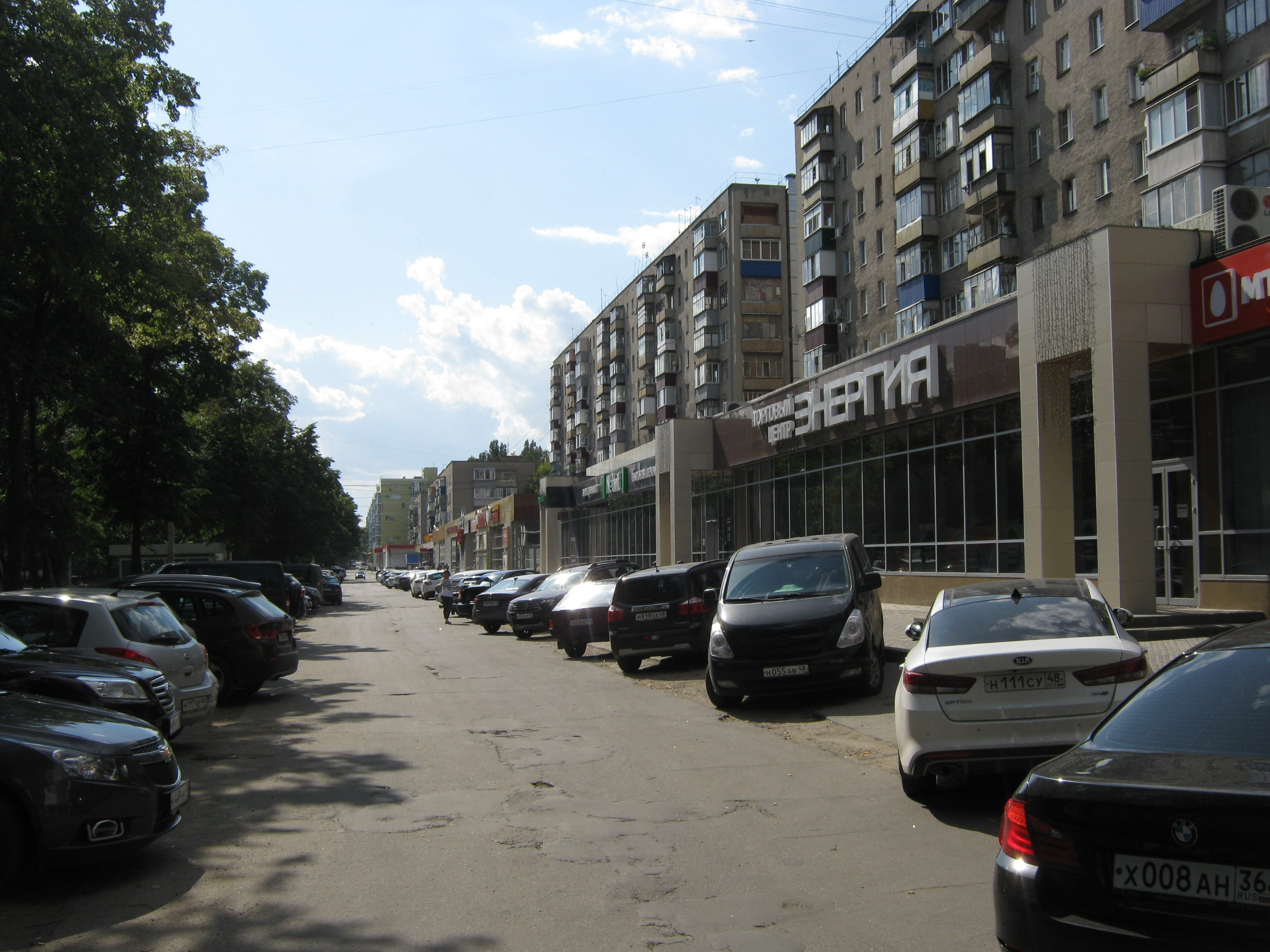
Улица Космонавтов (дублёр)
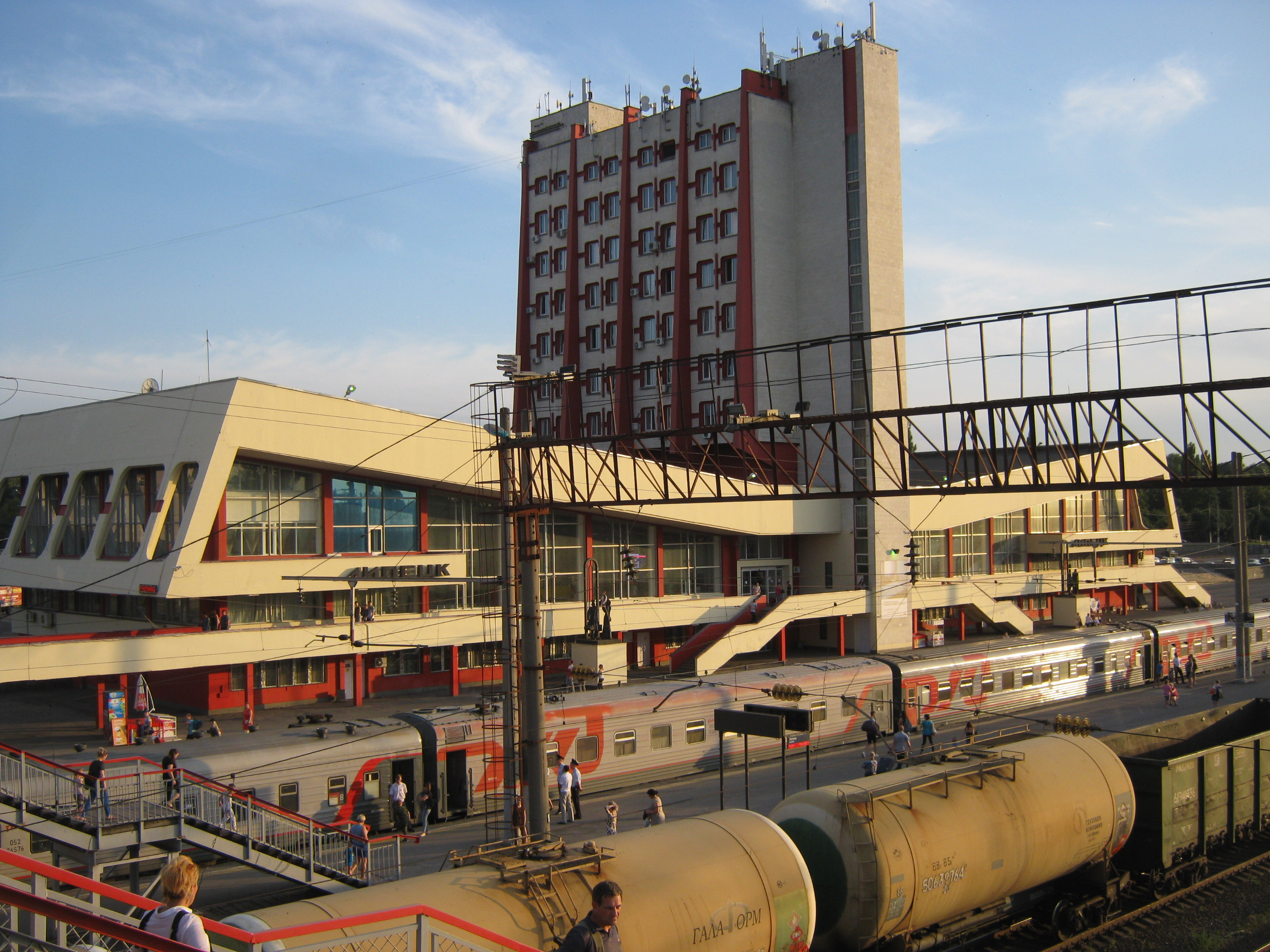
Железнодорожный вокзал
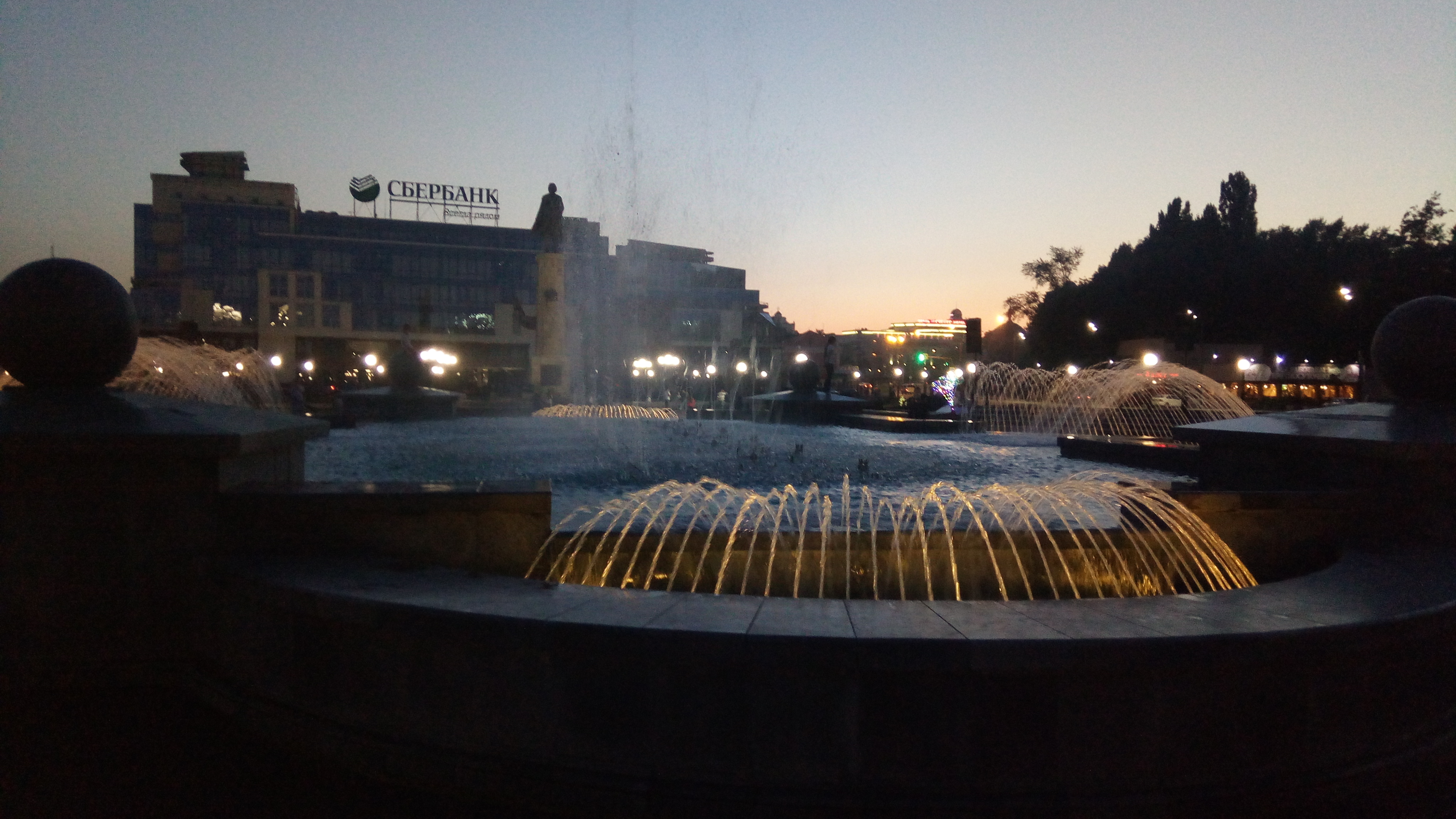
Площадь Петра Великого
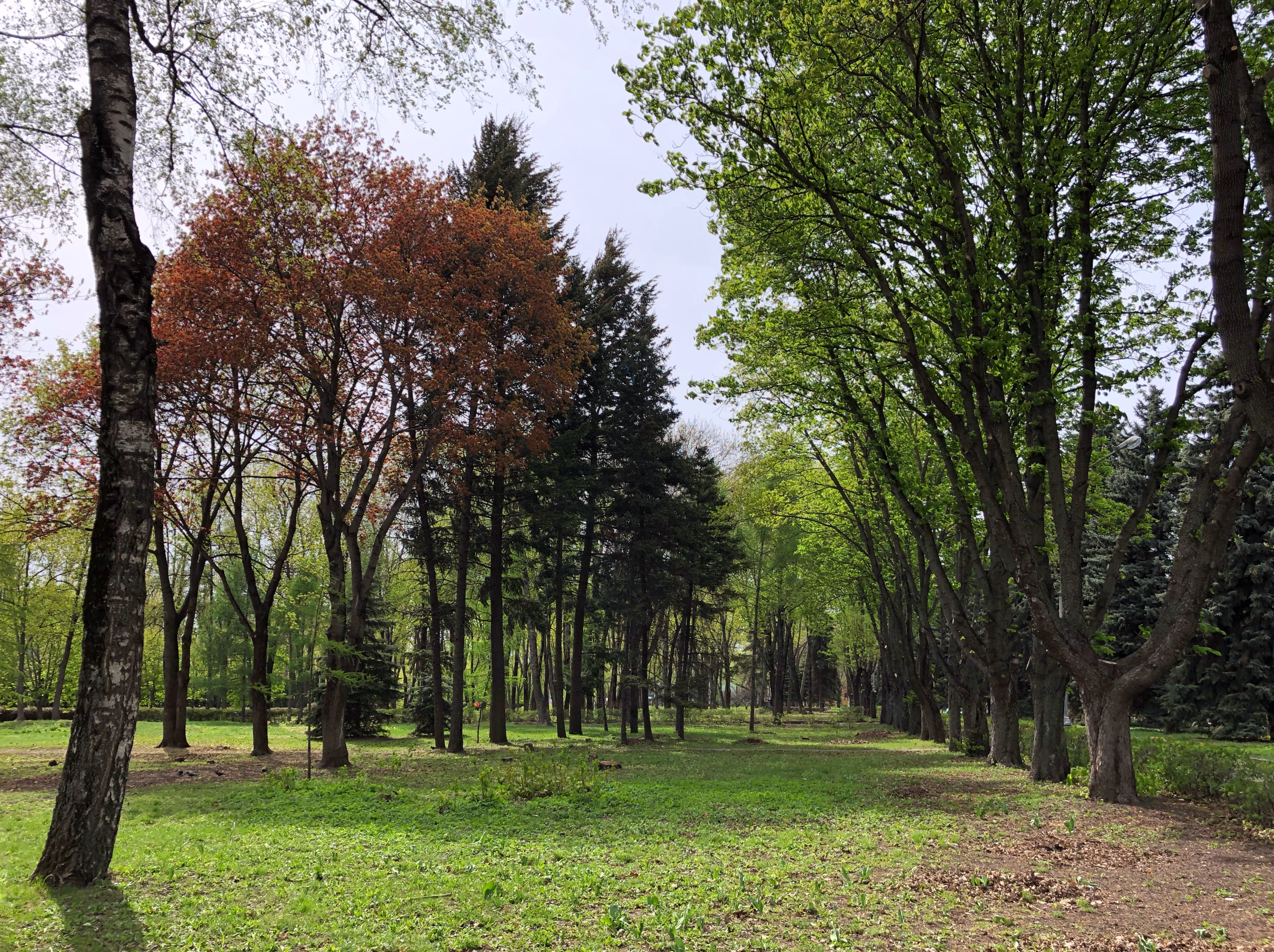
Быханов сад
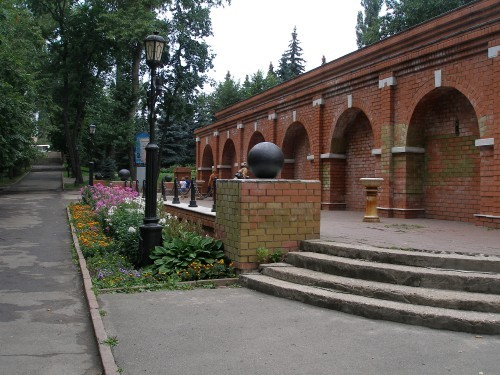
Нижний парк
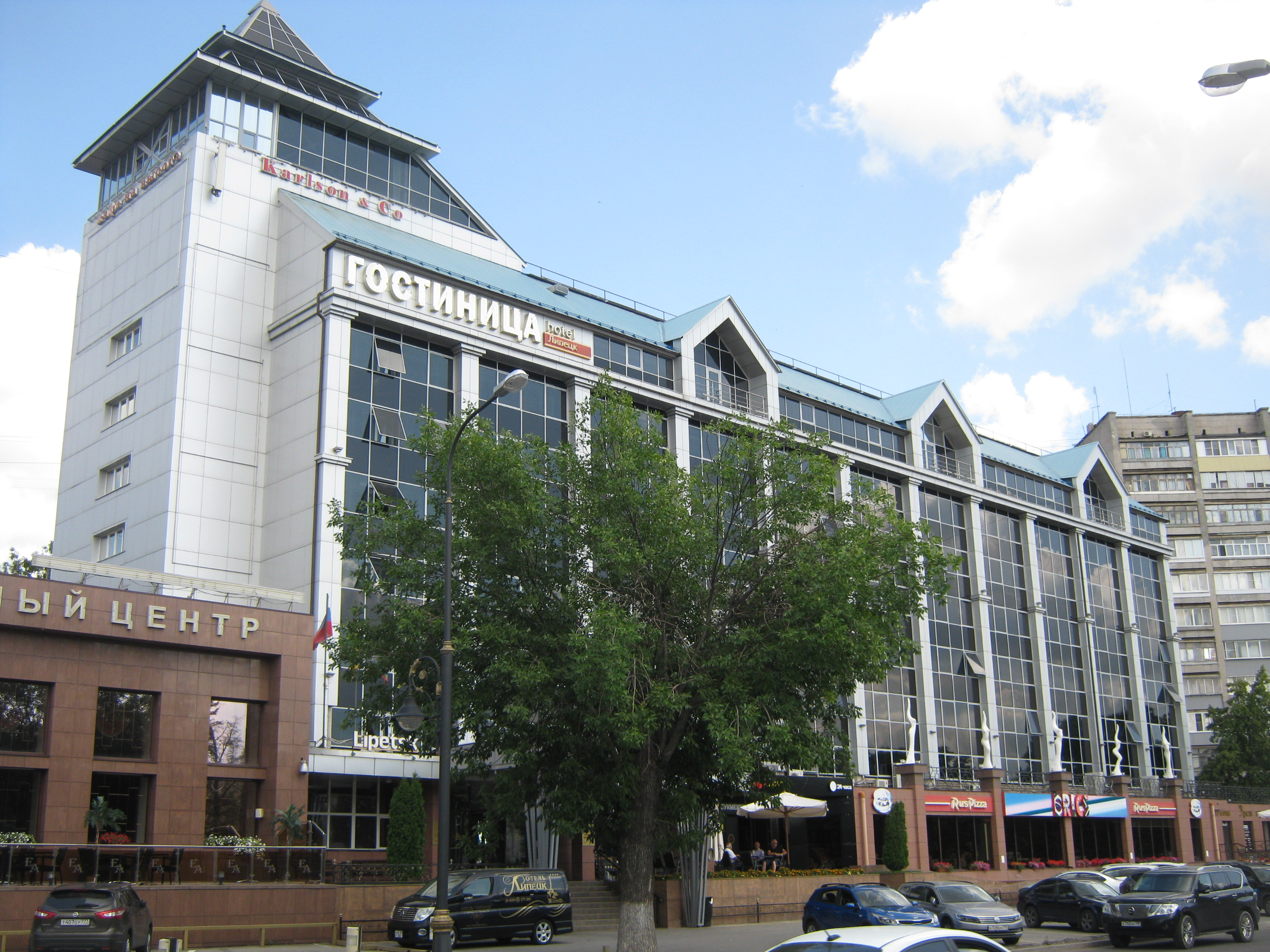
Гостиница Липецк
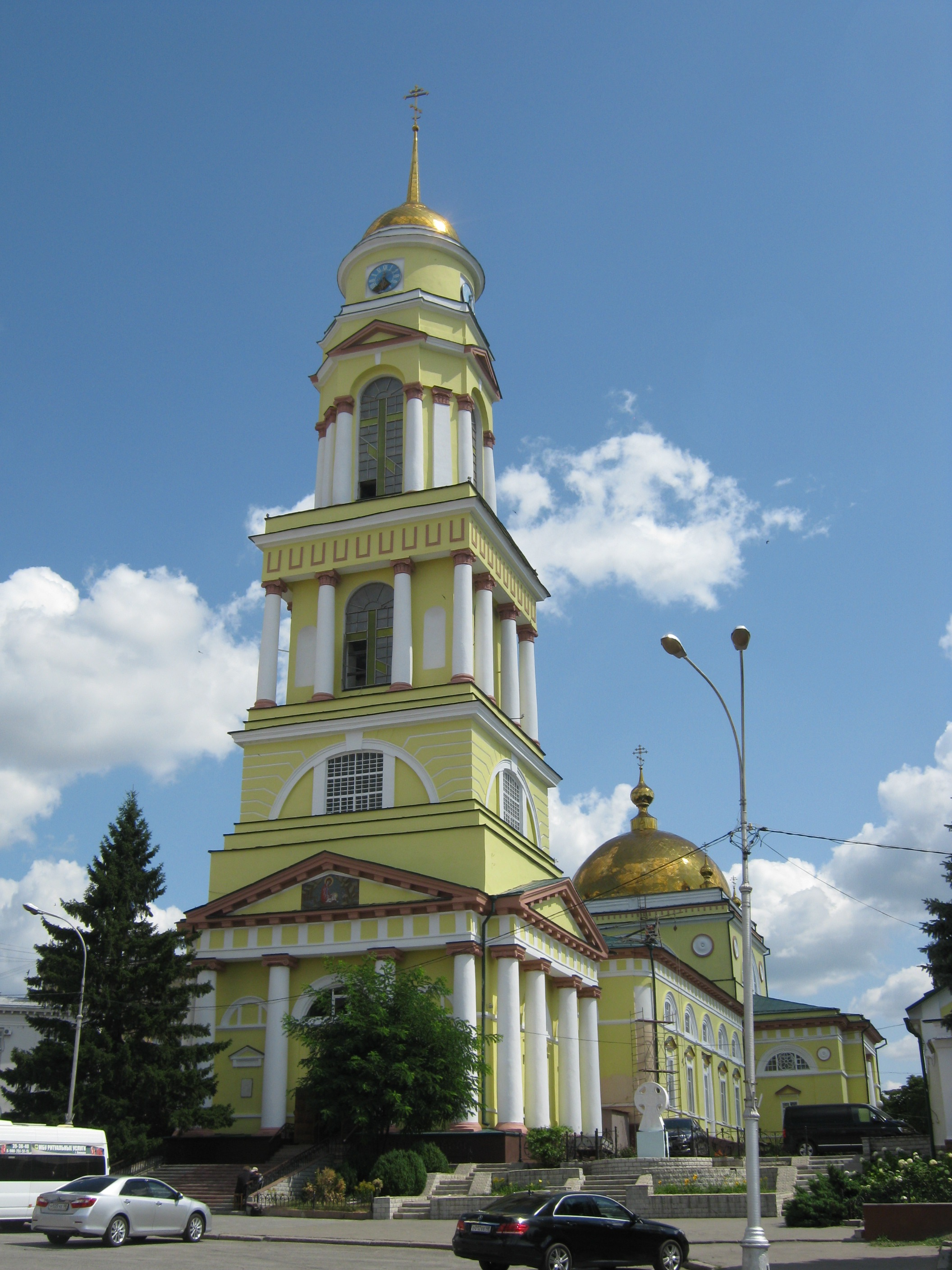
Христорождественский собор
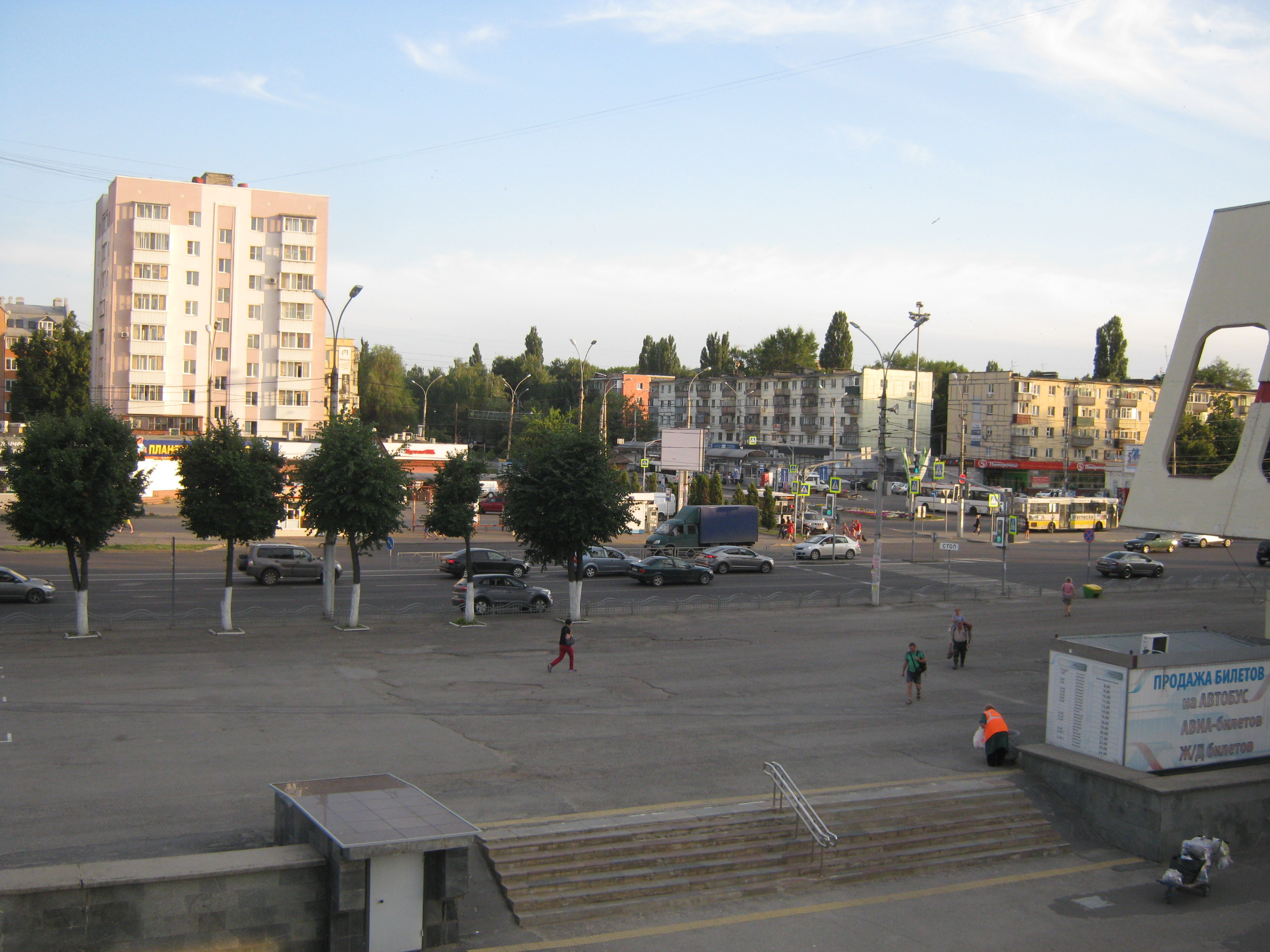
Привокзальная площадь
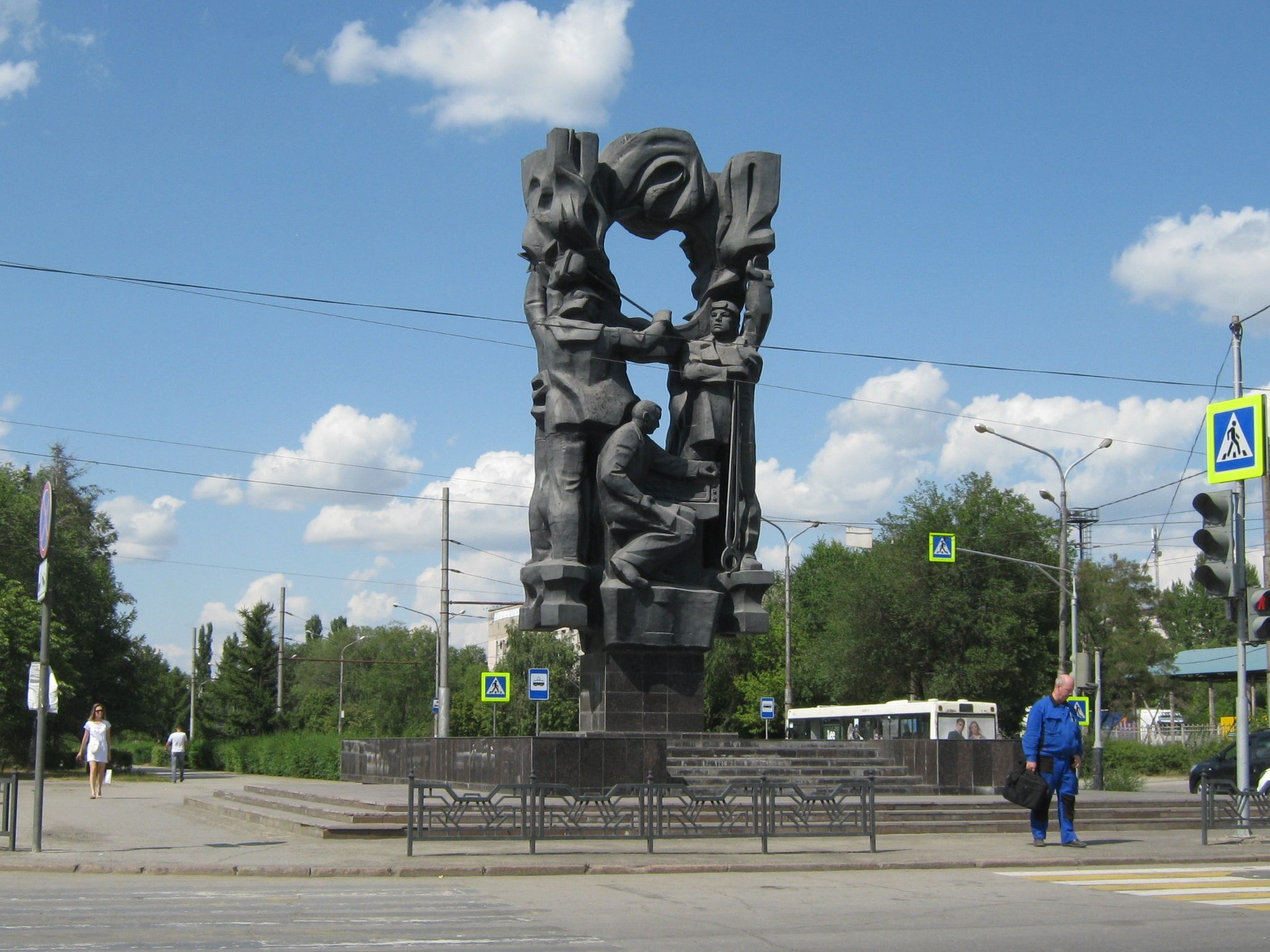
Памятник металлургам
Улица Терешковой к площади Победы
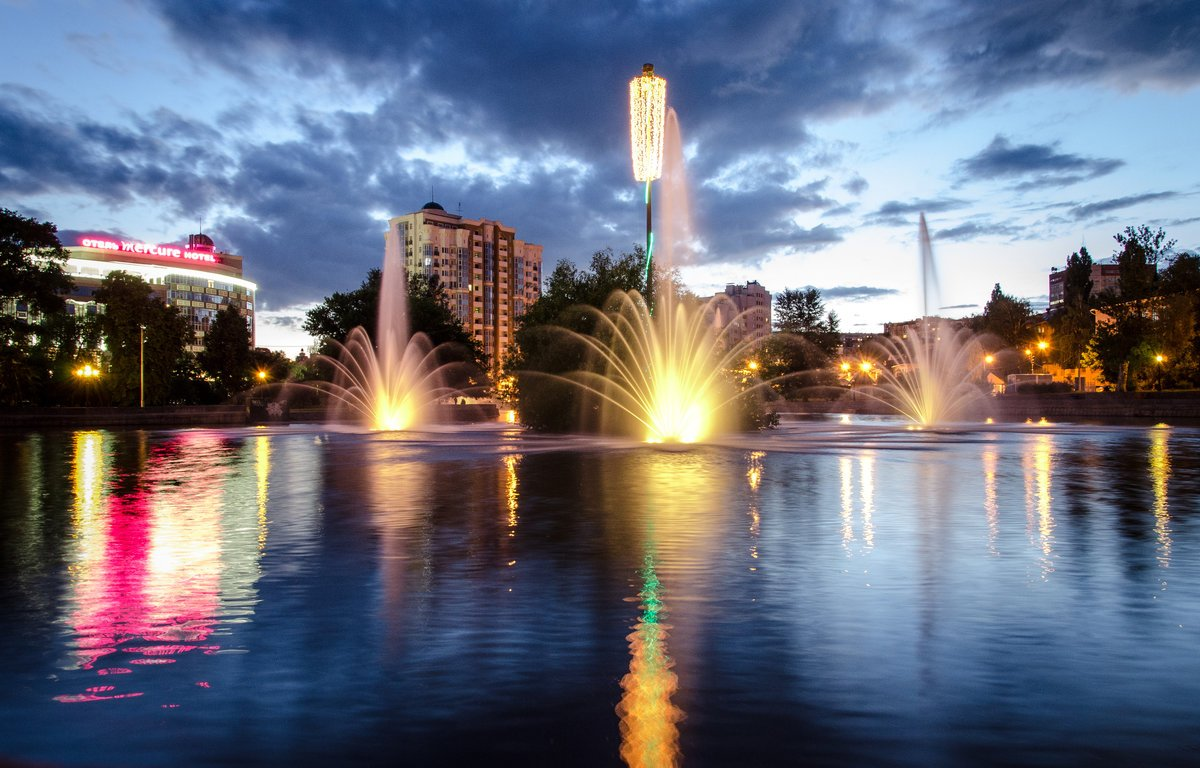
Комсомольский пруд
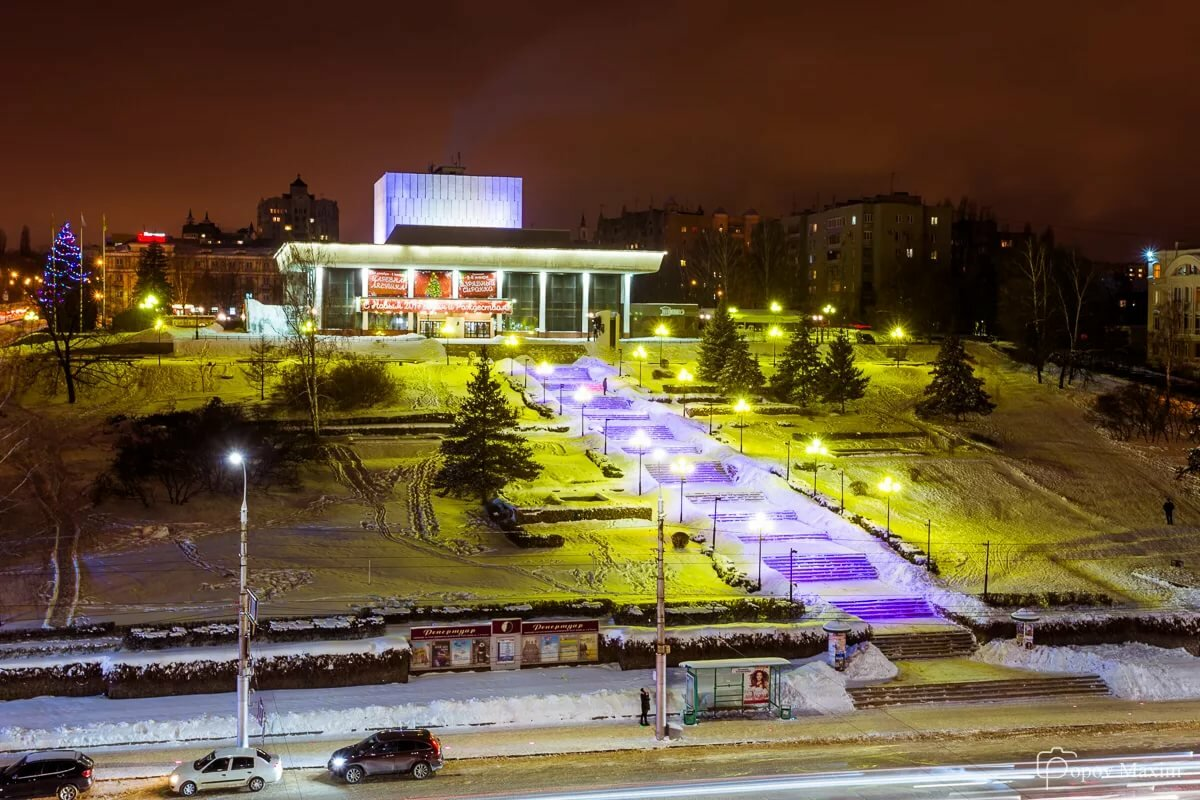
Драматический театр им. Л. Н. Толстого
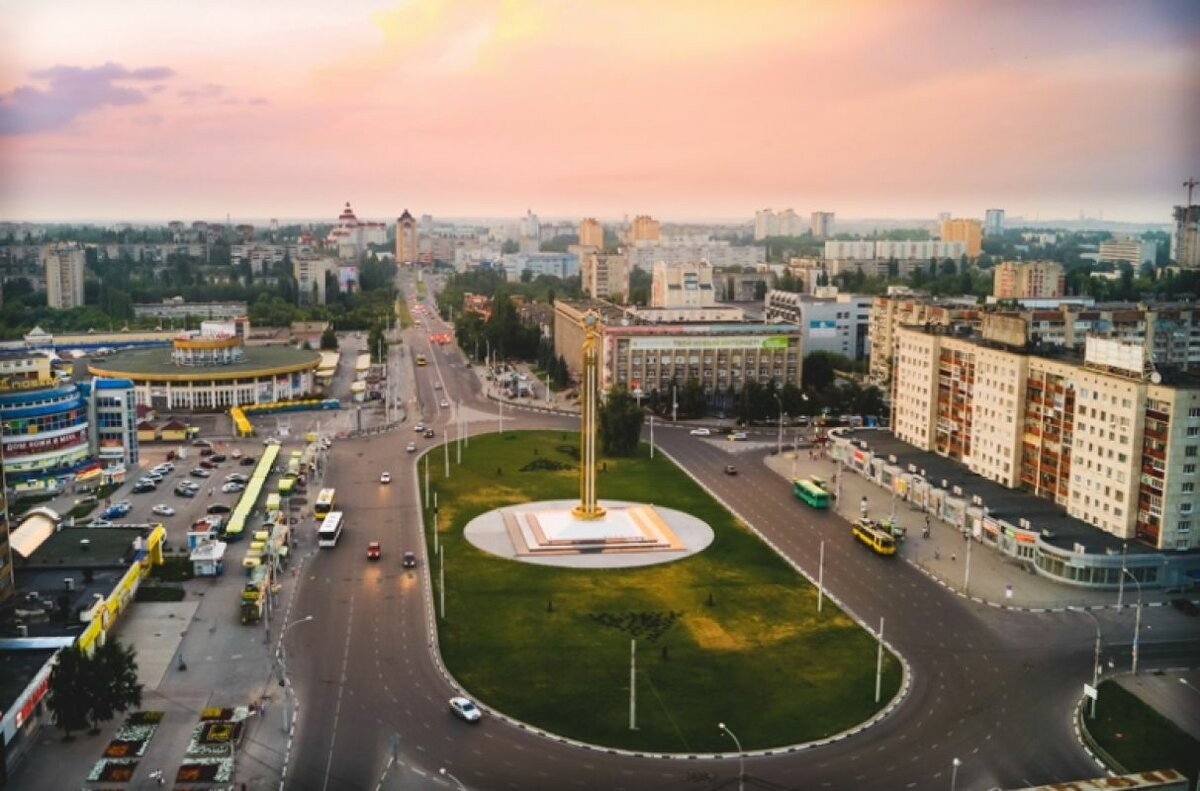
Площадь Победы

## Топографические карты
- Лист карты N-37-XXXIV Липецк. Масштаб: 1 : 200 000. Состояние местности на 1981 год. Издание 1986 г.